# U-Bahn-Strecke B (Frankfurt am Main)
| Karte |                                                                                   |                                                                                 |                                                           |
| Streckenlänge: | 5,3 bzw. 7,1 km (U4) davon Tunnel 5,3 bzw. 7,1 km 7,6 km (U5) davon Tunnel 2,5 km |                                                                                 |                                                           |
| Spurweite: | 1435 mm (Normalspur)                                                              |                                                                                 |                                                           |
| |                                                                                   |                                                                                 |                                                           |
| Eröffnung: | 26. Mai 1974 (erster Teilabschnitt)                                               |                                                                                 |                                                           |
| Linien: | ,                                                                                 |                                                                                 |                                                           |
| Stationen: | 18                                                                                |                                                                                 |                                                           |
| Streckenverlauf Grundstrecke B |                                                                                   |                                                                                 |                                                           |
| \| \| \| Tunnelstutzen mit Wendeanlage bis zur Verlängerung ins Europaviertel (Römerhof) \| \| \| \| 7,45 \| U4 Richtung Bockenheimer Warte (D-Strecke) \| U4 Richtung Bockenheimer Warte (D-Strecke) \| \| \| 7,75 \| Hauptbahnhof S1–S9, Regional-/Fernverkehr \| Hauptbahnhof S1–S9, Regional-/Fernverkehr \| \| \| \| Tunnelstutzen zur D-Strecke nach Niederrad (Planung) \| \| \| \| 8,7 \| Willy-Brandt-Platz U1, U2, U3, U8 (A-Strecke) \| Willy-Brandt-Platz U1, U2, U3, U8 (A-Strecke) \| \| \| 9,3 \| Dom/Römer \| Dom/Römer \| \| \| 10,0 \| Konstablerwache U6, U7 (C-Strecke), S1–S6, S8/9 \| Konstablerwache U6, U7 (C-Strecke), S1–S6, S8/9 \| \| \| \| U5 nach Preungesheim (s. u.) \| \| \| \| \| U4 nach Enkheim über Bornheim Seckbacher Landstr. (s. u.) \| \| |                                                                                   |                                                                                 |                                                           |
| |                                                                                   | Tunnelstutzen mit Wendeanlage bis zur Verlängerung ins Europaviertel (Römerhof) |                                                           |
| U-Bahn-Abzweig geradeaus und von links (im Tunnel) | 7,45                                                                              | U4 Richtung Bockenheimer Warte (D-Strecke)                                      | U4 Richtung Bockenheimer Warte (D-Strecke)                |
| U-Bahn-Bahnhof (im Tunnel) | 7,75                                                                              | Hauptbahnhof S1–S9, Regional-/Fernverkehr                                       | Hauptbahnhof S1–S9, Regional-/Fernverkehr                 |
| U-Bahn-Abzweig geradeaus und ehemals nach rechts (im Tunnel) |                                                                                   | Tunnelstutzen zur D-Strecke nach Niederrad (Planung)                            | Tunnelstutzen zur D-Strecke nach Niederrad (Planung)      |
| U-Bahn-Turmbahnhof mit Tunnelstrecke (im Tunnel) | 8,7                                                                               | Willy-Brandt-Platz U1, U2, U3, U8 (A-Strecke)                                   | Willy-Brandt-Platz U1, U2, U3, U8 (A-Strecke)             |
| U-Bahn-Haltepunkt / Haltestelle (im Tunnel) | 9,3                                                                               | Dom/Römer                                                                       | Dom/Römer                                                 |
| U-Bahn-Turmbahnhof mit Tunnelstrecke (im Tunnel) | 10,0                                                                              | Konstablerwache U6, U7 (C-Strecke), S1–S6, S8/9                                 | Konstablerwache U6, U7 (C-Strecke), S1–S6, S8/9           |
| U-Bahn-Abzweig geradeaus und nach links (im Tunnel) |                                                                                   | U5 nach Preungesheim (s. u.)                                                    | U5 nach Preungesheim (s. u.)                              |
| U-Bahn-Strecke (im Tunnel) |                                                                                   | U4 nach Enkheim über Bornheim Seckbacher Landstr. (s. u.)                       | U4 nach Enkheim über Bornheim Seckbacher Landstr. (s. u.) |

Die U-Bahn-Strecke B oder B-Strecke ist die zweite Strecke im Netz der sogenannten U-Bahn Frankfurt. Sie führt in Ost-West-Richtung vom Hauptbahnhof über die Altstadt zur Konstablerwache, wo sie sich in zwei Äste nach Bornheim (Linie U4) und Preungesheim (Linie U5) aufspaltet. Die ursprünglich als eigenständige Grundstrecke geplante D-Strecke stellt ab dem Hauptbahnhof eine Verlängerung der U4 zur Bockenheimer Warte dar.
Der nördliche Ast nach Preungesheim wurde 1974 als B1 eröffnet und verkehrt seit Mai 1978 als Linie U5. Ein großer Teil der Strecke besteht aus einer ehemaligen Straßenbahnstrecke, die in der Eckenheimer Landstraße auf straßenbündigem Bahnkörper verläuft. Auch auf den Streckenteilen mit besonderem Bahnkörper waren die Bahnsteige zunächst sehr niedrig, sodass auf der Linie nur die umgebauten Straßenbahnwagen des Typs Ptb verkehren konnten. 2013 bis 2016 wurden die oberirdischen Bahnhöfe barrierefrei ausgebaut. Seit 9. Oktober 2016 verkehren auch auf der Linie U5 die U-Bahn-Wagen vom Typ U5.
Die 1980 eingeweihte U4 verläuft zwischen Bockenheim und Bornheim ausschließlich auf unabhängigem Bahnkörper und in Tunnellage. 2008 wurde die Linie über die bisherige Endstation Seckbacher Landstraße hinaus auf existierenden Gleisen durch den Betriebshof Ost zur Schäfflestraße im Stadtteil Riederwald verlängert und fuhr damit erstmals auch teilweise oberirdisch. Im Dezember 2008 ging dieser Probebetrieb in den Regelbetrieb über, wobei die Linie zusätzlich bis nach Enkheim verlängert wurde. Dorthin fährt jeder zweite bis dritte Zug der Linie U4 auf besonderem Bahnkörper im Verlauf der Borsigallee, den bestehenden oberirdischen Gleisen der C-Strecke zusammen mit der Linie U7. Die Linie U4 ist seitdem wie die anderen Frankfurter U-Bahn-Linien nicht auf der gesamten Strecke vom Individualverkehr unabhängig.

## Verlauf, Streckenbeschreibung

### Tabellarische Auflistung der Streckenabschnitte
Die B-Strecke lässt sich in drei Streckenabschnitte unterteilen: in die von den Linien U4 und U5 gemeinsam genutzte Stammstrecke zwischen Hauptbahnhof und Konstablerwache sowie in zwei Streckenäste, in die sich die Stammstrecke an der Konstablerwache verzweigt. Kurz nach dieser zentralen Station verlässt die U5 am Scheffeleck die B-Strecke und den U-Bahn-Tunnel, während die U4 weiter in Richtung Bornheim verkehrt. Der dicht bebaute Innenstadtbereich wird dabei nicht verlassen. Bis zur einstigen Endhaltestelle Seckbacher Landstraße verläuft die Strecke komplett unterirdisch. Damit sind die Züge der Linie U4, die an dieser Station wenden, die einzigen ausschließlich unterirdisch fahrenden Stadtbahnen in Frankfurt.
Die Linie U4 befährt außerdem Teile der C- und D-Strecke: Sie endet nicht wie die U5 am Hauptbahnhof, sondern fährt noch zusätzlich als einzige Stadtbahnlinie die Stationen Festhalle/Messe und Bockenheimer Warte der D-Strecke an. Dieses knapp zwei Kilometer lange Stück ist der – nach der Eröffnung der Riedbergspange der U8 und U9 (2010) – zweitjüngste Abschnitt im U-Bahn-Netz, er wurde 2001 eröffnet. Die Linie U4 wurde am anderen Ende der B-Strecke ebenfalls verlängert: Seit dem 14. Dezember 2008 fahren einige ihrer Züge über das Gelände des Betriebshofs Ost einen Teil der C-Strecke an, bis zur Endhaltestelle Enkheim der Linie U7. (Probeweise war die Linie bereits von Juni bis Dezember 2008 bis zur Station Schäfflestraße verlängert worden.)
Offiziell werden die B-Strecke und die Linien U4 und U5 von West nach Ost wie folgt in Abschnitte eingeteilt. Diese sind in der Regel mit römischen Zahlen nummeriert; bei Anschlussstrecken verwendet man jedoch arabische Zahlen:
| Anschlussstrecke      | B IV            | Höchst – Mainzer Landstraße – Platz der Republik               | bis Güterplatz in Planung, ab Güterplatz Realisierung nicht absehbar                          |
| Anschlussstrecke      | Teilabschnitt 3 | Römerhof – Güterplatz                                          | in Bau                                                                                        |
| (Teil der D-Strecke)  |                 | Bockenheimer Warte – Hauptbahnhof                              | in Betrieb U4                                                                                 |
| Teil der Stammstrecke | B II            | Wendeanlage Düsseldorfer Straße – Hauptbahnhof – Gutleutstraße | in Betrieb U4, U5                                                                             |
| Teil der Stammstrecke | B I             | Gutleutstraße – Konstablerwache – Rampe Scheffeleck            | in Betrieb U4 (bis Konstablerwache), U5                                                       |
| Anschlussstrecke      | B 1             | Scheffeleck – Preungesheim (– Frankfurter Berg)                | bis Preungesheim in Betrieb U5; ab Preungesheim in Planung                                    |
| Anschlussstrecke      | B 2             | Konstablerwache – Seckbacher Landstraße (– Atzelberg – Bergen) | bis Seckbacher Landstraße in Betrieb U4, ab Seckbacher Landstraße Realisierung nicht absehbar |
| Anschlussstrecke      | namenlos        | Seckbacher Landstraße – Betriebshof Ost – Schäfflestraße       | in Betrieb U4                                                                                 |
| (Teil der C-Strecke)  |                 | Schäfflestraße – Enkheim                                       | in Betrieb U4, U7                                                                             |

| U-Bahnhof Bornheim Mitte |       |                                                                  |                                                                  |
| |       |                                                                  |                                                                  |
| \| \| [5] \| Tunnelstutzen von Ginnheim (D-Strecke, Planung) \| Tunnelstutzen von Ginnheim (D-Strecke, Planung) \| \| \| \| Wendeanlage Bockenheimer Warte \| \| \| \| \| Bockenheimer Warte U6, U7 (C-Strecke) \| \| \| \| \| Verbindung von C-Strecke (Betriebsstrecke) \| \| \| \| \| Tunnelstutzen vom Rebstock (ehem. Planung) \| \| \| \| \| Festhalle/Messe \| \| \| \| \| Streckenwechsel von D-Strecke auf B-Strecke \| \| \| \| 7,45 \| Tunnelstutzen vom Europaviertel (Römerhof) (derzeit Wendeanlage) \| Tunnelstutzen vom Europaviertel (Römerhof) (derzeit Wendeanlage) \| \| \| 7,75 \| Hauptbahnhof S1–S9, Regional-/Fernverkehr \| Hauptbahnhof S1–S9, Regional-/Fernverkehr \| \| \| \| Tunnelstutzen zur D-Strecke nach Niederrad (Planung) \| \| \| \| 8,7 \| Willy-Brandt-Platz U1, U2, U3, U8 (A-Strecke) \| Willy-Brandt-Platz U1, U2, U3, U8 (A-Strecke) \| \| \| 9,3 \| Dom/Römer \| Dom/Römer \| \| \| 10,0 \| Konstablerwache \| Konstablerwache \| \| \| \| U6, U7 (C-Strecke), S1–S6, S8/9 \| \| \| \| \| U5 nach Preungesheim (s. u.) \| \| \| \| 10,9 \| Merianplatz \| Merianplatz \| \| \| 11,45 \| Höhenstraße \| Höhenstraße \| \| \| 12,0 \| Bornheim Mitte \| Bornheim Mitte \| \| \| 12,9 \| Seckbacher Landstraße \| Seckbacher Landstraße \| \| \| 13,65 \| Wendeanlage Seckbacher Landstraße \| Wendeanlage Seckbacher Landstraße \| \| \| \| \| \| \| \| \| Betriebshof Ost \| \| \| \| \| Streckenwechsel von B-Strecke auf C-Strecke \| \| \| \| \| U7 nach Hausen (C-Strecke) \| \| \| \| \| Schäfflestraße \| \| \| \| \| nach Bergen (1992 stillgelegt) \| \| \| \| \| Gwinnerstraße \| \| \| \| \| Kruppstraße \| \| \| \| \| Hessen-Center \| \| \| \| \| Enkheim \| \| |       |                                                                  |                                                                  |
| | [ 5 ] | Tunnelstutzen von Ginnheim (D-Strecke, Planung)                  | Tunnelstutzen von Ginnheim (D-Strecke, Planung)                  |
| U-Bahn-Dienststation / Betriebs- oder Güterbahnhof (im Tunnel) |       | Wendeanlage Bockenheimer Warte                                   | Wendeanlage Bockenheimer Warte                                   |
| U-Bahn-Turmbahnhof mit Tunnelstrecke (im Tunnel) |       | Bockenheimer Warte U6, U7 (C-Strecke)                            | Bockenheimer Warte U6, U7 (C-Strecke)                            |
| U-Bahn-Abzweig geradeaus und von links (im Tunnel) |       | Verbindung von C-Strecke (Betriebsstrecke)                       | Verbindung von C-Strecke (Betriebsstrecke)                       |
| U-Bahn-Abzweig geradeaus und ehemals von rechts (im Tunnel) |       | Tunnelstutzen vom Rebstock (ehem. Planung)                       | Tunnelstutzen vom Rebstock (ehem. Planung)                       |
| U-Bahn-Haltepunkt / Haltestelle (im Tunnel) |       | Festhalle/Messe                                                  | Festhalle/Messe                                                  |
| U-Bahn-Kilometer-Wechsel (im Tunnel) |       | Streckenwechsel von D-Strecke auf B-Strecke                      | Streckenwechsel von D-Strecke auf B-Strecke                      |
| U-Bahn-Abzweig geradeaus und von rechts (im Tunnel) | 7,45  | Tunnelstutzen vom Europaviertel (Römerhof) (derzeit Wendeanlage) | Tunnelstutzen vom Europaviertel (Römerhof) (derzeit Wendeanlage) |
| U-Bahn-Bahnhof (im Tunnel) | 7,75  | Hauptbahnhof S1–S9, Regional-/Fernverkehr                        | Hauptbahnhof S1–S9, Regional-/Fernverkehr                        |
| U-Bahn-Abzweig geradeaus und ehemals nach rechts (im Tunnel) |       | Tunnelstutzen zur D-Strecke nach Niederrad (Planung)             | Tunnelstutzen zur D-Strecke nach Niederrad (Planung)             |
| U-Bahn-Turmbahnhof mit Tunnelstrecke (im Tunnel) | 8,7   | Willy-Brandt-Platz U1, U2, U3, U8 (A-Strecke)                    | Willy-Brandt-Platz U1, U2, U3, U8 (A-Strecke)                    |
| U-Bahn-Haltepunkt / Haltestelle (im Tunnel) | 9,3   | Dom/Römer                                                        | Dom/Römer                                                        |
| U-Bahn-Turmbahnhof mit Tunnelstrecke (im Tunnel) | 10,0  | Konstablerwache                                                  | Konstablerwache                                                  |
| U-Bahn-Strecke (im Tunnel) |       | U6, U7 (C-Strecke), S1–S6, S8/9                                  | U6, U7 (C-Strecke), S1–S6, S8/9                                  |
| U-Bahn-Abzweig geradeaus und nach links (im Tunnel) |       | U5 nach Preungesheim (s. u.)                                     | U5 nach Preungesheim (s. u.)                                     |
| U-Bahn-Haltepunkt / Haltestelle (im Tunnel) | 10,9  | Merianplatz                                                      | Merianplatz                                                      |
| U-Bahn-Haltepunkt / Haltestelle (im Tunnel) | 11,45 | Höhenstraße                                                      | Höhenstraße                                                      |
| U-Bahn-Haltepunkt / Haltestelle (im Tunnel) | 12,0  | Bornheim Mitte                                                   | Bornheim Mitte                                                   |
| U-Bahn-Bahnhof (im Tunnel) | 12,9  | Seckbacher Landstraße                                            | Seckbacher Landstraße                                            |
| U-Bahn-Dienststation / Betriebs- oder Güterbahnhof (im Tunnel) | 13,65 | Wendeanlage Seckbacher Landstraße                                | Wendeanlage Seckbacher Landstraße                                |
| U-Bahn-Tunnelende |       |                                                                  |                                                                  |
| U-Bahn-Dienststation / Betriebs- oder Güterbahnhof |       | Betriebshof Ost                                                  | Betriebshof Ost                                                  |
| U-Bahn-Kilometer-Wechsel |       | Streckenwechsel von B-Strecke auf C-Strecke                      | Streckenwechsel von B-Strecke auf C-Strecke                      |
| U-Bahn-Abzweig geradeaus und von rechts |       | U7 nach Hausen (C-Strecke)                                       | U7 nach Hausen (C-Strecke)                                       |
| U-Bahn-Haltepunkt / Haltestelle |       | Schäfflestraße                                                   | Schäfflestraße                                                   |
| U-Bahn-Abzweig geradeaus und ehemals nach links |       | nach Bergen (1992 stillgelegt)                                   | nach Bergen (1992 stillgelegt)                                   |
| U-Bahn-Haltepunkt / Haltestelle |       | Gwinnerstraße                                                    | Gwinnerstraße                                                    |
| U-Bahn-Haltepunkt / Haltestelle |       | Kruppstraße                                                      | Kruppstraße                                                      |
| U-Bahn-Haltepunkt / Haltestelle |       | Hessen-Center                                                    | Hessen-Center                                                    |
| U-Bahn-Kopfbahnhof Streckenende |       | Enkheim                                                          | Enkheim                                                          |

### Hauptbahnhof – Konstablerwache

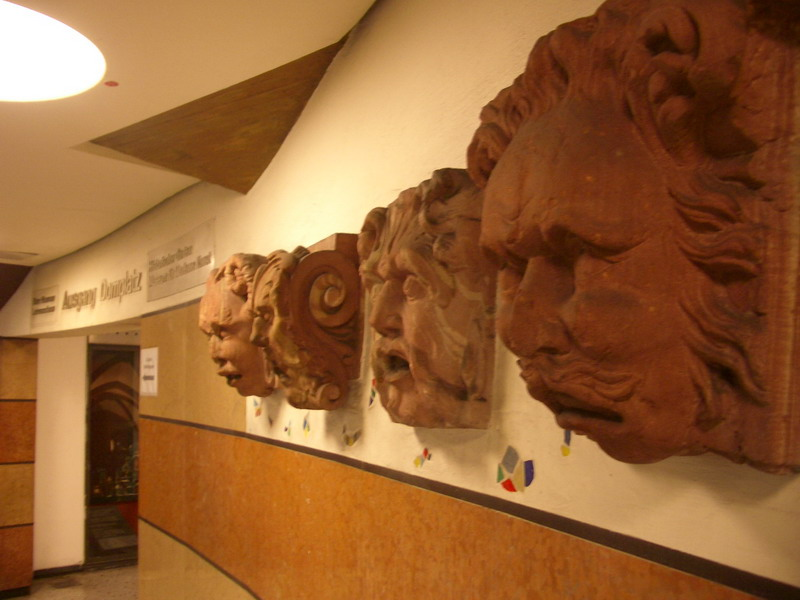
Zwischengeschoss im U-Bahnhof Dom/Römer

Unter dem Bahnhofsvorplatz und der darunterliegenden unterirdischen Einkaufspassage liegt der viergleisige U-Bahnhof Hauptbahnhof, der als Gemeinschaftsbahnhof für die B- und die D-Strecke errichtet wurde. Er besitzt zwei Mittelbahnsteige, die gemäß langfristiger Planung von der Nord-Süd-Linie D und der Ost-West-Linie B im Richtungsbetrieb befahren werden sollen. Zurzeit existieren hier jedoch nur der östliche Ast der B-Strecke und der nördliche Ast der D-Strecke, die deshalb bis auf weiteres durchgängig von der Linie U4 befahren werden. Die Linie U4 nutzt Richtung Bockenheim, gemeinsam mit der dort endenden Linie U5, das innere Gleis des Bahnhofs. Die am Hauptbahnhof startende Linie U5 befährt seit Inbetriebnahme der Verlängerung der U4 zur Bockenheimer Warte in Richtung Preungesheim das andere Innengleis, das äußere westliche Gleis wird von der Linie U4 Richtung Bornheim benutzt. Das östliche Außengleis ist für die bisher nicht realisierte südliche D-Strecke vorgesehen und seit der Eröffnung des Bahnhofs außer Betrieb. Am Hauptbahnhof, dem wichtigsten Nahverkehrsknoten der Region, besteht Übergang zur hier unterirdisch geführten S-Bahn, deren Tunnelbahnhof unter dem U-Bahnhof liegt, zur Straßenbahn, Stadt- und Regionalbussen sowie zum Regional- und Fernverkehr.
Der Streckentunnel schließt sich südlich an die Station an und beschreibt zunächst eine Linkskurve unter einem Häuserblock des Bahnhofsviertels hindurch, um schließlich in den Verlauf der Gutleutstraße einzubiegen. In ihrem Verlauf erreicht die Strecke den U-Bahnhof Willy-Brandt-Platz. Dieser war 1974 der erste Umsteigebahnhof im Frankfurter U-Bahn-Netz. Die Station der B-Strecke liegt unter der der A-Strecke, beide Bahnhöfe haben Seitenbahnsteige. Der Bahnhof befindet sich im Frankfurter Bankenviertel an der Neuen Mainzer Straße, der Eurotower der Europäischen Zentralbank besitzt einen direkten Zugang, den die Leitung der EZB allerdings hat schließen lassen. Am Willy-Brandt-Platz selbst steht die Oper Frankfurt, die sich mit dem Schauspielhaus ein Gebäude teilt.
Die Strecke verläuft weiter durch die ehemalige Frankfurter Altstadt, zunächst durch die Weißfrauenstraße, dann durch die Münzgasse und durch die Limpurgergasse am Römer, um schließlich den Römerberg, den zentralen Platz der Altstadt, zu unterfahren. In Höhe des Historischen Gartens, den ausgegrabenen Fundamenten der fränkischen Königspfalz, schließt sich, tief unter dem ältesten Frankfurter Siedlungsboden, der U-Bahnhof Dom/Römer an. Er verfügt über einen Mittelbahnsteig, eine mit Spolien der 1944 vernichteten Altstadt geschmückten Verteilerebene und die wahrscheinlich längsten Rolltreppen der Frankfurter Schnellbahnstationen, die zum östlichen Ausgang am Fuße des Westturms des Kaiserdoms führen. Nördlich dieses Ausgangs lag das zeitgleich errichtete Technische Rathaus, das inzwischen jedoch abgerissen wurde, um an dieser Stelle Teile der Frankfurt Altstadt zu rekonstruieren.
Jenseits des Bahnhofs unterfährt die U-Bahn den Domplatz und verläuft durch die Kannengießergasse bis zur Fahrgasse, die sie kreuzt und anschließend in einem weiten Bogen unter zwei Häuserblocks und dem Dominikanerkloster hindurch in nördliche Richtung schwenkt. Im Verlauf der breiten Kurt-Schumacher-Straße erreicht sie schließlich die Konstablerwache. Dieser große, nach einer ehemaligen Polizeistation benannte Platz auf der Zeil ist einer der wichtigsten Punkte der Frankfurter Einkaufscity und aufgrund seiner dürftigen städtebaulichen Gestaltung bereits seit Jahrzehnten Gegenstand zahlreicher Neuplanungen. Unterhalb des Platzes, der als Fußgängerzone ausgewiesen ist, befindet sich ein großer unterirdischer Schnellbahnknoten. Im zweiten Untergeschoss liegt der dreigleisige Bahnhof der B-Strecke, quer dazu unter ihm der viergleisige Gemeinschaftsbahnhof der C-Strecke und der S-Bahn, an dessen beiden Mittelbahnsteigen S- und U-Bahn jeweils am gleichen Bahnsteig halten. Die Linien der B-Strecke nutzen in Richtung Hauptbahnhof zwei Gleise, weil hier die Linien aus Bornheim (U4) und Preungesheim (U5) zusammentreffen. In der Gegenrichtung nutzen beide Linien dasselbe Gleis, der Streckentunnel verzweigt sich erst nach Verlassen des Bahnhofs.

### Konstablerwache – Bornheim (– Enkheim)

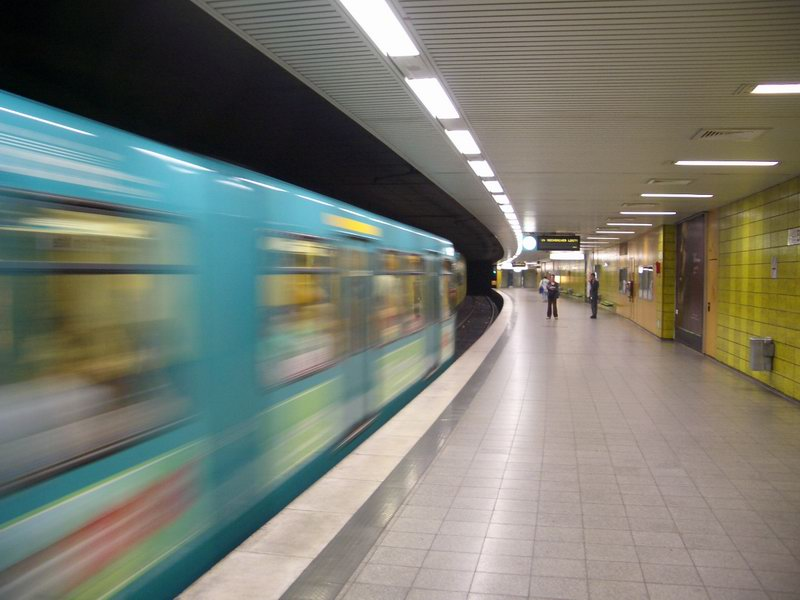
U-Bahnhof Bornheim Mitte

Nördlich des Bahnhofs Konstablerwache, unterhalb der Konrad-Adenauer-Straße, teilt sich der Streckentunnel in zwei Äste. Der westliche Ast, von der U5 befahrene, führt zur Eschenheimer Anlage und der Strecke in der Eckenheimer Landstraße, der östliche Ast der U4 führt unter dem Friedberger Tor und dem Bethmannpark hindurch nach Osten Richtung Bornheim und Enkheim.
Hier erreicht die U-Bahn zunächst den Stadtteil Nordend und die Berger Straße.
Die Berger Straße ist eine beliebte Einkaufsstraße und ein wichtiges Ausgehziel in einen gründerzeitlichen Wohnbezirk mit vielen Cafés und Kneipen.
Aufgrund des schmalen Straßenquerschnitts der Berger Straße wurden die beiden Tunnelröhren hier erstmals in Frankfurt nicht nebeneinander, sondern übereinander gebaut. Entsprechend bestehen die drei Bahnhöfe in dieser Straße aus zwei übereinander liegenden eingleisigen Stationen.
Die erste dieser Stationen ist der U-Bahnhof Merianplatz unter dem gleichnamigen Platz, dem Zentrum der Unteren Berger Straße. Mitten auf dem Platz steht das Merianbad, nicht etwa ein Schwimmbad, sondern eine ehemalige öffentliche Badeanstalt für Bürger, die kein eigenes Badezimmer besaßen.
Die U-Bahn folgt weiter dem Verlauf der Berger Straße bis zur Kreuzung Höhenstraße, einem Teilstück des Alleenrings. Unterhalb der Kreuzung liegt der U-Bahnhof Höhenstraße, von wo aus auf die über den Alleenring verkehrende Stadtbuslinie 32 umgestiegen werden kann. Die Höhenstraße trennt den südlichen, zum Nordend gehörenden Teil der Berger Straße vom nördlichen, Bornheimer Abschnitt.
Im folgenden Abschnitt der Berger Straße liegen einige wichtige Einrichtungen, wie die katholische Kirche St. Josef, das wenige Schritte entfernte Bürgerhaus Bornheim und das ehemalige Berger Kino, das eines der ältesten Programmkinos der Stadt war. Zwischen der Kreuzung mit der Wiesen-, Mainkur- und Spessartstraße am Uhrtürmchen und der Kreuzung mit der Saalburgstraße liegt der U-Bahnhof Bornheim Mitte, der wichtigste ÖPNV-Knoten des Stadtteils. Hier ist die Berger Straße Fußgängerzone, Marktplatz und Stadtteilzentrum. Auf der kreuzenden Saalburgstraße verkehren die Straßenbahnen der Linie 12 und mehrere Stadtbuslinien.

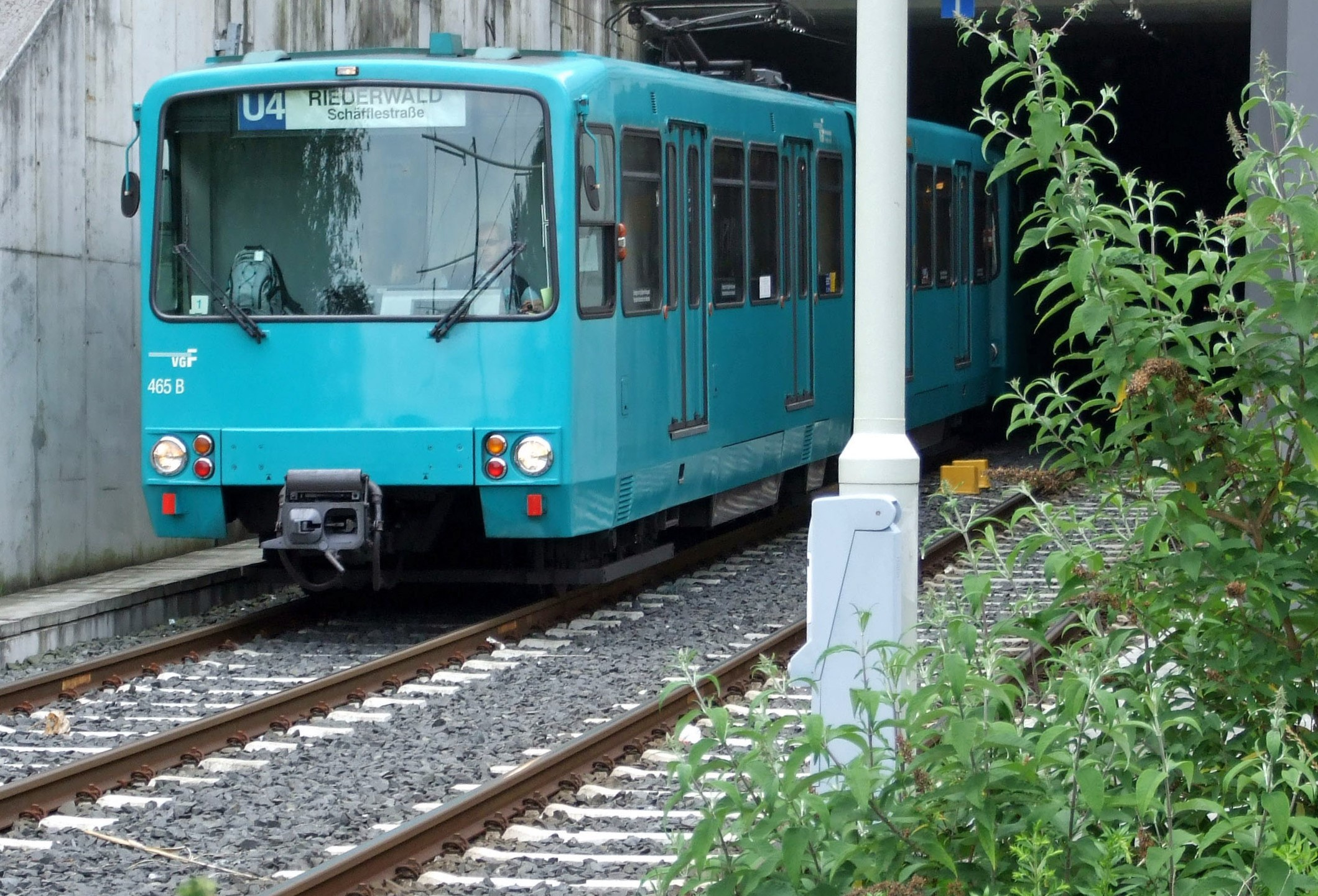
Rampe zum Betriebshof Ost

Am „Bornheimer Fünffingerplätzchen“ verlässt die Strecke die Berger Straße. Sie kreuzt dann die Rendeler Straße, Gronauer Straße, die Straße „Alt-Bornheim“, Turmstraße und schwenkt unter der Straße „Am Rötheneck“ in die Seckbacher Landstraße ein. Nach rund 200 Metern folgt der U-Bahnhof Seckbacher Landstraße.

#### Verlängerung bis Enkheim
Am 15. Juni 2008 wurde die U4 über bereits bestehende Gleise des Betriebshofes Ost zur Station Schäfflestraße verlängert, wo Anschluss zur U7 bestand. Der Betrieb auf der 2 km langen Strecke war zunächst nur versuchsweise für ein halbes Jahr vorgesehen und kostete ca. 400.000 Euro. Seit dem 14. Dezember 2008 wird jede 2. bis 3. Fahrt der Linie U4 bis nach Enkheim zur Endhaltestelle der C-Strecke verlängert, so dass auf dem Abschnitt Schäfflestraße–Enkheim Parallelbetrieb mit der U7 stattfindet.
| Im Nordend fährt die U5 als Straßenbahn allerdings mit Hochbahnsteigen |            |                                                                                         |                                                                                         |
| |            |                                                                                         |                                                                                         |
| \| \| \| Wohnpark (in Bau) \| \| \| \| \| Europagarten-Tunnel \| \| \| \| \| \| \| \| \| \| Europagarten \| \| \| \| \| Emser Brücke (in Bau) \| \| \| \| \| \| \| \| \| \| Güterplatz (in Bau) \| \| \| \| [5] \| derzeit Tunnelstutzen mit Wendeanlage bis zur Verlängerung ins Europaviertel (Römerhof) \| derzeit Tunnelstutzen mit Wendeanlage bis zur Verlängerung ins Europaviertel (Römerhof) \| \| \| 7,45 \| U4 Richtung Bockenheimer Warte (D-Strecke) \| U4 Richtung Bockenheimer Warte (D-Strecke) \| \| \| 7,75 \| Hauptbahnhof S1–S9, Regional-/Fernverkehr \| Hauptbahnhof S1–S9, Regional-/Fernverkehr \| \| \| \| Tunnelstutzen zur D-Strecke nach Niederrad (Planung) \| \| \| \| 8,7 \| Willy-Brandt-Platz U1, U2, U3, U8 (A-Strecke) \| Willy-Brandt-Platz U1, U2, U3, U8 (A-Strecke) \| \| \| 9,3 \| Dom/Römer \| Dom/Römer \| \| \| 10,0 \| Konstablerwache \| Konstablerwache \| \| \| \| U6, U7 (C-Strecke), S1–S6, S8/9 \| \| \| \| \| U4 zur Seckbacher Landstr. und nach Enkheim (s. o.) \| \| \| \| 10,45 \| Rampe Scheffeleck \| Rampe Scheffeleck \| \| \| 10,85 \| Musterschule \| Musterschule \| \| \| 11,37 \| Glauburgstraße \| Glauburgstraße \| \| \| \| Verbindung zur Straßenbahn \| \| \| \| 11,90 \| Deutsche Nationalbibliothek \| Deutsche Nationalbibliothek \| \| \| 12,35 \| Hauptfriedhof \| Hauptfriedhof \| \| \| 12,75 \| Neuer Jüdischer Friedhof (vorübergehend stillgelegt) \| Neuer Jüdischer Friedhof (vorübergehend stillgelegt) \| \| \| \| Eckenheimer Landstraße/Marbachweg (2016 stillgelegt) \| \| \| \| 13,15 \| Wagenhalle Eckenheim/Schwabstraße & zur A-Strecke \| Wagenhalle Eckenheim/Schwabstraße & zur A-Strecke \| \| \| \| Marbachweg/Sozialzentrum \| \| \| \| 13,7013,85 \| Feuerwehrstraße \| Feuerwehrstraße \| \| \| \| nach Berkersheim (1978 stillgelegt) \| \| \| \| 14,20 \| Theobald-Ziegler-Straße \| Theobald-Ziegler-Straße \| \| \| 14,55 \| Ronneburgstraße \| Ronneburgstraße \| \| \| 15,00 \| Sigmund-Freud-Straße \| Sigmund-Freud-Straße \| \| \| 15,47 \| Preungesheim (Vorleistung zum Ausbau in Richtung Frankfurter Berg erbaut) \| Preungesheim (Vorleistung zum Ausbau in Richtung Frankfurter Berg erbaut) \| \| \| \| zum S-Bhf. Frankfurter Berg (Planung) \| \| |            |                                                                                         |                                                                                         |
| U-Bahn-Kopfbahnhof Streckenanfang (Strecke außer Betrieb) |            | Wohnpark (in Bau)                                                                       | Wohnpark (in Bau)                                                                       |
| U-Bahn-Tunnelanfang (Strecke außer Betrieb) |            | Europagarten-Tunnel                                                                     | Europagarten-Tunnel                                                                     |
| U-Bahn-Tunnelende (Strecke außer Betrieb) |            |                                                                                         |                                                                                         |
| U-Bahn-Haltepunkt / Haltestelle (Strecke außer Betrieb) |            | Europagarten                                                                            | Europagarten                                                                            |
| U-Bahn-Haltepunkt / Haltestelle (Strecke außer Betrieb) |            | Emser Brücke (in Bau)                                                                   | Emser Brücke (in Bau)                                                                   |
| U-Bahn-Tunnelanfang (Strecke außer Betrieb) |            |                                                                                         |                                                                                         |
| U-Bahn-Haltepunkt / Haltestelle (Strecke außer Betrieb) (im Tunnel) |            | Güterplatz (in Bau)                                                                     | Güterplatz (in Bau)                                                                     |
| U-Bahn-Strecke (im Tunnel) | [ 5 ]      | derzeit Tunnelstutzen mit Wendeanlage bis zur Verlängerung ins Europaviertel (Römerhof) | derzeit Tunnelstutzen mit Wendeanlage bis zur Verlängerung ins Europaviertel (Römerhof) |
| U-Bahn-Abzweig geradeaus und von links (im Tunnel) | 7,45       | U4 Richtung Bockenheimer Warte (D-Strecke)                                              | U4 Richtung Bockenheimer Warte (D-Strecke)                                              |
| U-Bahn-Bahnhof (im Tunnel) | 7,75       | Hauptbahnhof S1–S9, Regional-/Fernverkehr                                               | Hauptbahnhof S1–S9, Regional-/Fernverkehr                                               |
| U-Bahn-Abzweig geradeaus und ehemals nach rechts (im Tunnel) |            | Tunnelstutzen zur D-Strecke nach Niederrad (Planung)                                    | Tunnelstutzen zur D-Strecke nach Niederrad (Planung)                                    |
| U-Bahn-Turmbahnhof mit Tunnelstrecke (im Tunnel) | 8,7        | Willy-Brandt-Platz U1, U2, U3, U8 (A-Strecke)                                           | Willy-Brandt-Platz U1, U2, U3, U8 (A-Strecke)                                           |
| U-Bahn-Haltepunkt / Haltestelle (im Tunnel) | 9,3        | Dom/Römer                                                                               | Dom/Römer                                                                               |
| U-Bahn-Turmbahnhof mit Tunnelstrecke (im Tunnel) | 10,0       | Konstablerwache                                                                         | Konstablerwache                                                                         |
| U-Bahn-Strecke (im Tunnel) |            | U6, U7 (C-Strecke), S1–S6, S8/9                                                         | U6, U7 (C-Strecke), S1–S6, S8/9                                                         |
| U-Bahn-Abzweig geradeaus und nach rechts (im Tunnel) |            | U4 zur Seckbacher Landstr. und nach Enkheim (s. o.)                                     | U4 zur Seckbacher Landstr. und nach Enkheim (s. o.)                                     |
| U-Bahn-Tunnelende | 10,45      | Rampe Scheffeleck                                                                       | Rampe Scheffeleck                                                                       |
| U-Bahn-Haltepunkt / Haltestelle | 10,85      | Musterschule                                                                            | Musterschule                                                                            |
| U-Bahn-Haltepunkt / Haltestelle | 11,37      | Glauburgstraße                                                                          | Glauburgstraße                                                                          |
| U-Bahn-Abzweig geradeaus und von rechts |            | Verbindung zur Straßenbahn                                                              | Verbindung zur Straßenbahn                                                              |
| U-Bahn-Haltepunkt / Haltestelle | 11,90      | Deutsche Nationalbibliothek                                                             | Deutsche Nationalbibliothek                                                             |
| U-Bahn-Haltepunkt / Haltestelle | 12,35      | Hauptfriedhof                                                                           | Hauptfriedhof                                                                           |
| ehemaliger U-Bahn-Haltepunkt / Haltestelle | 12,75      | Neuer Jüdischer Friedhof (vorübergehend stillgelegt)                                    | Neuer Jüdischer Friedhof (vorübergehend stillgelegt)                                    |
| ehemaliger U-Bahn-Haltepunkt / Haltestelle |            | Eckenheimer Landstraße/Marbachweg (2016 stillgelegt)                                    | Eckenheimer Landstraße/Marbachweg (2016 stillgelegt)                                    |
| U-Bahn-Abzweig geradeaus, nach links und von links | 13,15      | Wagenhalle Eckenheim/Schwabstraße & zur A-Strecke                                       | Wagenhalle Eckenheim/Schwabstraße & zur A-Strecke                                       |
| U-Bahn-Haltepunkt / Haltestelle |            | Marbachweg/Sozialzentrum                                                                | Marbachweg/Sozialzentrum                                                                |
| U-Bahn-Haltepunkt / Haltestelle | 13,7013,85 | Feuerwehrstraße                                                                         | Feuerwehrstraße                                                                         |
| U-Bahn-Abzweig geradeaus und ehemals nach rechts |            | nach Berkersheim (1978 stillgelegt)                                                     | nach Berkersheim (1978 stillgelegt)                                                     |
| U-Bahn-Haltepunkt / Haltestelle | 14,20      | Theobald-Ziegler-Straße                                                                 | Theobald-Ziegler-Straße                                                                 |
| U-Bahn-Haltepunkt / Haltestelle | 14,55      | Ronneburgstraße                                                                         | Ronneburgstraße                                                                         |
| U-Bahn-Haltepunkt / Haltestelle | 15,00      | Sigmund-Freud-Straße                                                                    | Sigmund-Freud-Straße                                                                    |
| U-Bahn-Kopfbahnhof Streckenende | 15,47      | Preungesheim (Vorleistung zum Ausbau in Richtung Frankfurter Berg erbaut)               | Preungesheim (Vorleistung zum Ausbau in Richtung Frankfurter Berg erbaut)               |
| U-Bahn-Strecke (außer Betrieb) |            | zum S-Bhf. Frankfurter Berg (Planung)                                                   | zum S-Bhf. Frankfurter Berg (Planung)                                                   |

### Konstablerwache – Preungesheim

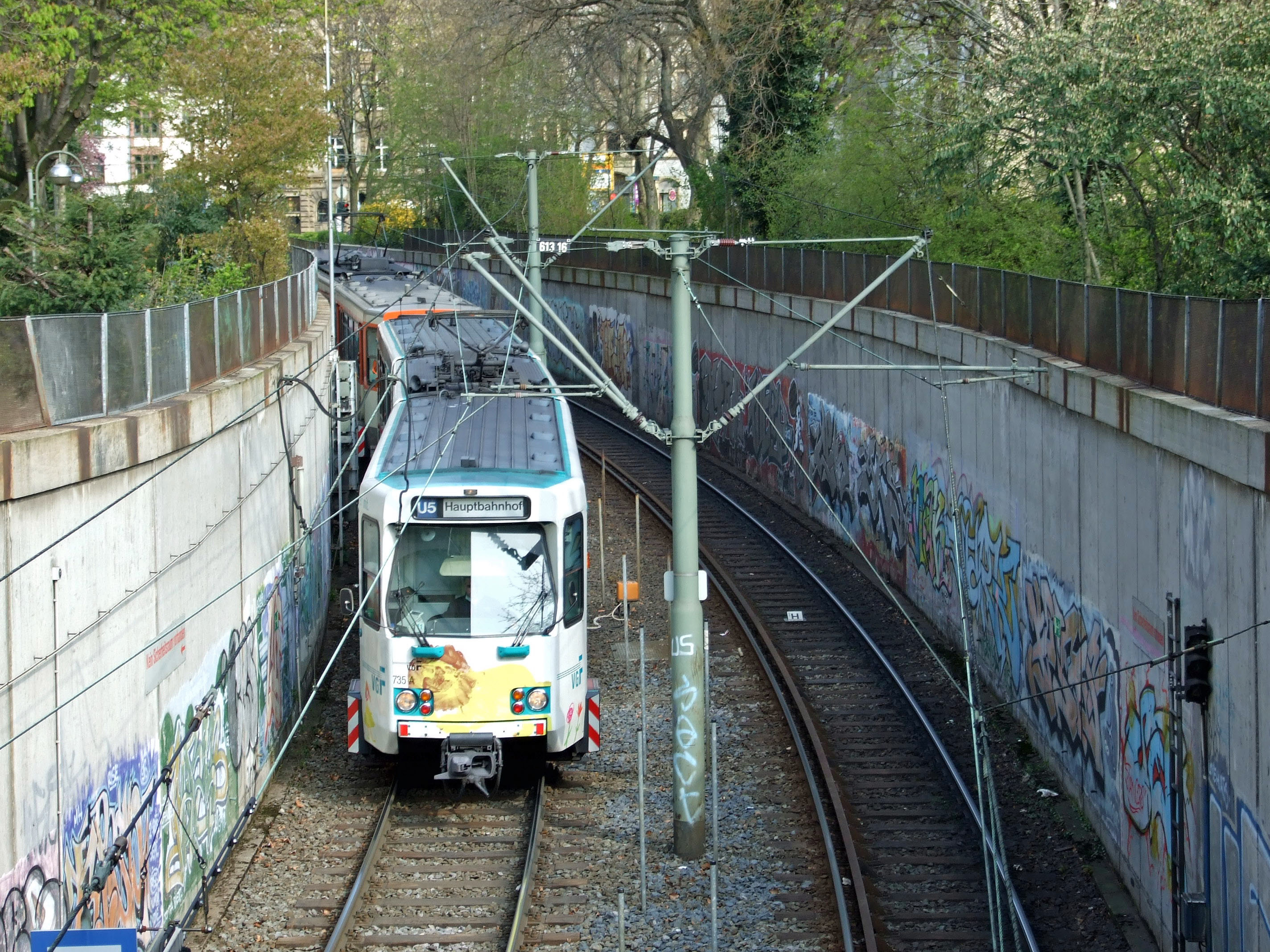
Zug vor der Konstablerwache auf der Tunnelrampe

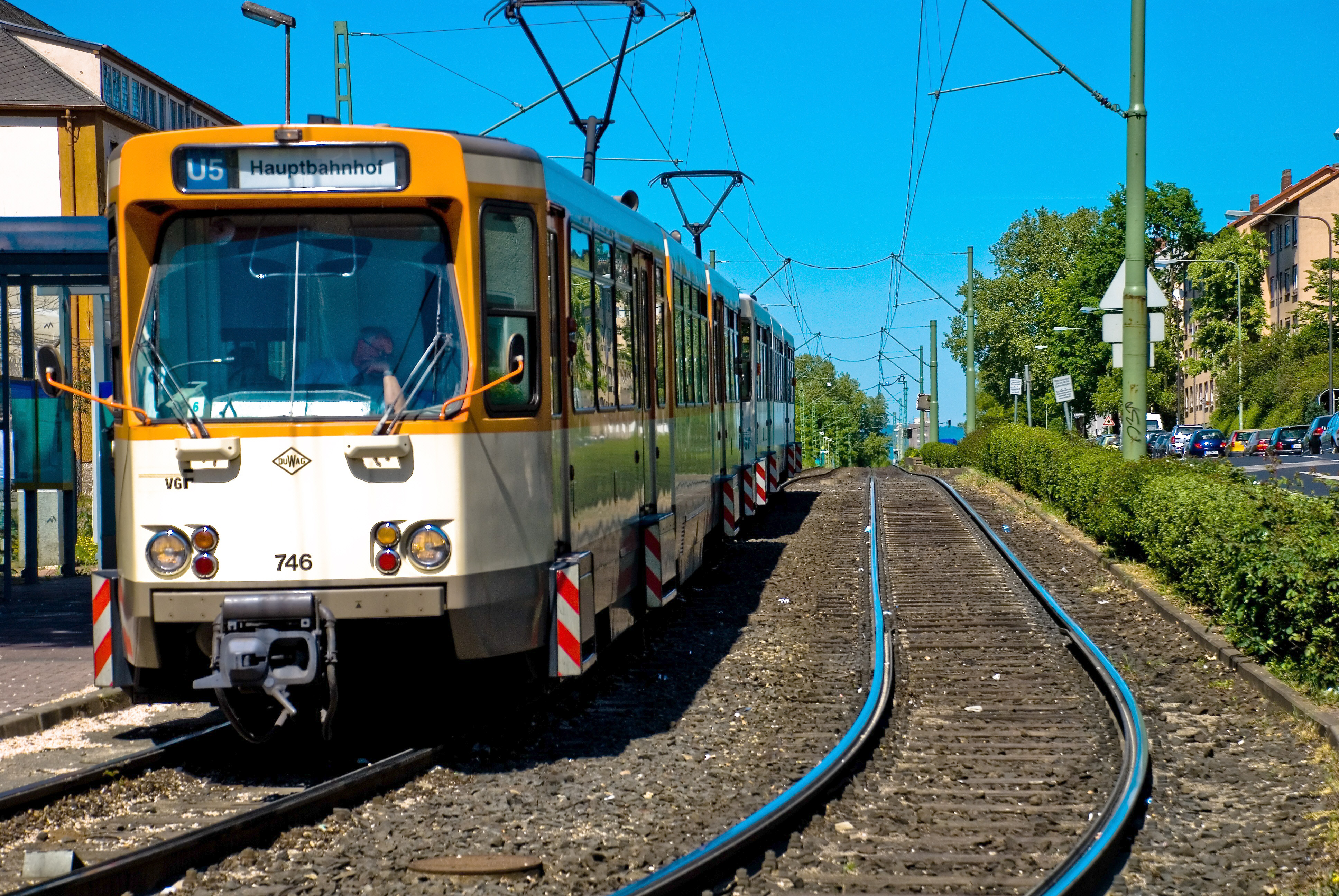
Eigene Trasse in der Feuerwehrstraße

Die Strecke der U5 von der Konstablerwache nach Preungesheim gehörte lange zu den bekannten Kuriosa der Frankfurter U-Bahn. Im Verlauf der Eckenheimer Landstraße wird diese Linie auf rund 1200 Metern Länge auf straßenbündigem Bahnkörper geführt, womit diese Bahn „am Straßenverkehr teilnahm“ (§55(1) BOStrab). Was nur als Provisorium im schrittweise zu erfolgenden Übergang vom Straßenbahn- zum U-Bahn-Betrieb gedacht war, existierte über 30 Jahre bis zum Ausbau zur Stadtbahn von Sommer 2013 bis Oktober 2016.
Der Tunnel der U5 zweigt am dreigleisigen U-Bahnhof Konstablerwache von der Strecke der U4 ab und führt in nördlicher Richtung entlang der Konrad-Adenauer-Straße bis zum Friedberger Tor. Er endet wenige Meter weiter in einer rund 160 Meter langen Tunnelrampe mitten in der Parkanlage der Eschenheimer Anlage. Die Wallanlagen sind eigentlich durch den Wallservitut von 1827 vor jeglicher Bebauung geschützt, die Streckenführung stellt also einen Verstoß gegen diese bekannteste Frankfurter Bauvorschrift dar.
Im Zuge des Ausbaus der U5 erhielten die Stationen 80 Zentimeter hohe Bahnsteige, ampelgesicherte Überwege, Rampen, taktile Leitelemente von den Übergängen bis auf die Bahnsteige und die Zugänge. Die Umbauarbeiten umfassten, neben dem Rückbau der vorhandenen Bahnsteige den Neubau der höheren Seitenbahnsteige sowie Anpassungen der Gleise und Oberleitungen. Hinzu kommen Anpassungen der Straßen- und Verkehrsführung, der Radwege und Grünstreifen sowie der Ampelanlagen, die nach Fertigstellung aller Stationen entlang der Strecke den Stadtbahnen Vorrang einräumen.
Damit wurde der Einsatz der neuen U-Bahnwagen des Typs „U5“ und ein barrierefreier Ein- und Ausstieg in die U-Bahnen ohne Höhenunterschied möglich. Die Länge der neuen Stationen beträgt 78 Meter und bietet damit Platz für den Einsatz von Drei-Wagen-Zügen, der mit Verlängerung der Stadtbahn-Linie ins Europaviertel ansteht. Die Haltestellen Neuer Jüdischer Friedhof und Eckenheimer Landstraße/Marbachweg wurden am 9. Oktober mit der Wiederinbetriebnahme der Strecke mit den neuen U5-Wagen in Folge des Umbaus der Bahnsteige in der unteren Eckenheimer Landstraße außer Betrieb genommen.

#### Besonderheiten und Historie der Strecke
Die straßenbahnartige Führung der U5 endet an der Einmündung des Oeder Wegs, wo sich die Eckenheimer Landstraße auf rund 34 Meter Straßenbreite aufweitet und die Bahn eine stadtbahnartige Führung auf eigenem Gleiskörper in Mittellage erhält. Die folgende Haltestelle am 1997 bezogenen Neubau der Deutschen Nationalbibliothek verfügt deshalb wie nahezu alle folgenden (Ausnahme Neuer Jüdischer Friedhof) über eigene Seitenbahnsteige, sie liegt in der Mitte der Straße südlich der Kreuzung mit dem Alleenring, weshalb sie ursprünglich Adickes-/Nibelungenallee hieß.
Nördlich des Alleenrings verliert die Eckenheimer Landstraße ihren innenstädtischen Charakter. Auf der westlichen Straßenseite liegen nun Zeilenbauten der 1950er Jahre, auf der östlichen der Frankfurter Hauptfriedhof. Vor dessen Hauptportal liegt die nächste Haltestelle (Hauptfriedhof). Nicht weit hinter der Haltestelle Hauptfriedhof befand sich der Haltepunkt Neuer Jüdischer Friedhof. Dieser Haltepunkt war analog zu Musterschule und Glauburgstraße straßenbündig und ohne eigenen Bahnsteig. Diese Haltestelle hieß zunächst Versorgungsamt (bis 2009), zum Fahrplanjahr 2010 Prieststraße, zum Fahrplanjahr 2011 Prieststraße/Neuer Jüdischer Friedhof und seit dem Fahrplanjahr 2012 Neuer Jüdischer Friedhof. Als am 9. Oktober 2016 die Linie U5 mit neuen Fahrzeugen des Typs U5 wieder in Betrieb ging, wurde dieser Haltepunkt außer Betrieb genommen. Es ist geplant, diese Station frühestens 2018 auch mit Hochbahnsteigen neu zu bauen. Kurz hinter diese Haltestelle befand sich vor der Kreuzung mit dem Marbachweg die nächste Haltestelle Marbachweg/Eckenheimer Landstraße, die zeitgleich außer Betrieb ging und aufgrund ihrer Nähe zur Station Marbachweg/Sozialzentrum ersatzlos entfällt.
Die U5 folgt nun dem Marbachweg nach Osten bis zur Gießener Straße und biegt dort nach Norden in diese ein, an der Kreuzung befindet sich die Station Feuerwehrstraße, die rund 600 Meter von der vorigen entfernt liegt und damit wieder gängigen Bemessungskriterien im Stadtbahnbau folgt. Die Station Gießener Straße war von 1974 bis 1978 die nördliche Endstation der damals als B1 bezeichneten Linie. Zum 15. Dezember 2024 wurde die Haltestelle Gießener Straße umbenannt in Feuerwehrstraße. Dies geschieht zum 150-jährigen Jubiläum der Feuerwehr Frankfurt am Main, da direkt dort die Feuer- und Rettungswache 1 und das Brand- und Katastrophenschutzzentrum existiert.
Die Neubaustrecke in westlicher Seitenlage der Gießener Straße ersetzte 1978 eine von der bereits erwähnten Linie 13 befahrene, durch die parallel verlaufende Homburger Landstraße geführte, Straßenbahnstrecke. Anders als diese erschließt die heutige Strecke nicht mehr unmittelbar den Ortskern des Stadtteils Preungesheim, sondern ein von Zeilenbauten der 1950er Jahre geprägtes Wohngebiet. An der Station Sigmund-Freud-Straße stehen Wohnhochhäuser der 1960er Jahre.
Die dreigleisige Endstation Preungesheim (ein Mittelbahnsteig, ein Seitenbahnsteig) liegt an der Einmündung der Gießener Straße in die Homburger Landstraße, unmittelbar südlich der Autobahnbrücke der A 661.

#### Abzweigstrecken
An der Kreuzung Eckenheimer Landstraße – Glauburgstraße zweigt eine Betriebsstrecke in Richtung Osten ab. Sie ist der Rest der ehemaligen Strecke Eschenheimer Tor – Oeder Weg – Glauburgstraße – Nordend, die bis 1963 von der Linie 12, einer der Hauptlinien des Frankfurter Straßenbahnnetzes befahren wurde. Mit Beginn der U-Bahn-Bauarbeiten wurde die Strecke durch den Oeder Weg stillgelegt und die Linie 12 in die Friedberger Landstraße verlegt. Der verbleibende Streckenabschnitt von der Eckenheimer Landstrasse bis zur Friedberger Landstraße diente als Hauptzufahrt für alle im Betriebshof Eckenheim beheimateten Linien außer der 13 und der 22, die über den Marbachweg zugeführt wurden. In der Hauptverkehrszeit wurde diese Strecke zusätzlich bis in die 1980er Jahre durch die Straßenbahnlinie 25 (vormals 5) genutzt. Sie verkehrte von Eckenheim über die Glauburgstraße nach Bornheim und weiter nach Fechenheim.
Heute dient die Strecke nur noch betrieblichen Zwecken. Nach Ausbau der Weichen in Richtung Innenstadt im Jahre 2002 ist sie nur noch aus und in Richtung Norden befahrbar. Die Strecke führt nach Osten zur Kreuzung Friedberger Landstraße/Rohrbachstraße, wo sie in beide Richtungen an die Strecke der Straßenbahnlinie 12 anschloss. Im Jahr 2010 wurde im Zuge des Ausbaus der neuen Straßenbahnlinie 18 nach Preungesheim die direkte Verbindung Eckenheim – Bornheim gekappt und die Strecke schließt im Kreuzungsbereich Friedberger Landstraße/Glauburgstraße/Rohrbachstraße nur noch in Richtung Innenstadt an.
An der Kreuzung Marbachweg/Eckenheimer Landstraße zweigen zwei weitere Strecken ab: eine zweigleisige Betriebsstrecke führt von hier nach Norden zum ehemaligen, heute nur noch als Wagenhalle genutzten Betriebshof Eckenheim. Diese Strecke wurde früher von der HVZ-Linie 5 befahren, die später in 25 umbenannt wurde, sowie einige Fahrplanabschnitte lang auch von den Linien 19 und 27.
In Richtung Westen führt die eingleisige Strecke der ehemaligen Straßenbahnlinien 13 und 22 über den Marbachweg zur Eschersheimer Landstraße, wo sie an der Station Dornbusch an die dort ebenfalls auf Straßenniveau geführte A-Strecke anschließt. Auch sie wird heute im Linienverkehr nicht mehr befahren. Diese Strecke führte von 1963 bis 1978 weiter durch die Hansaallee und den Reuterweg bis zum Opernplatz.

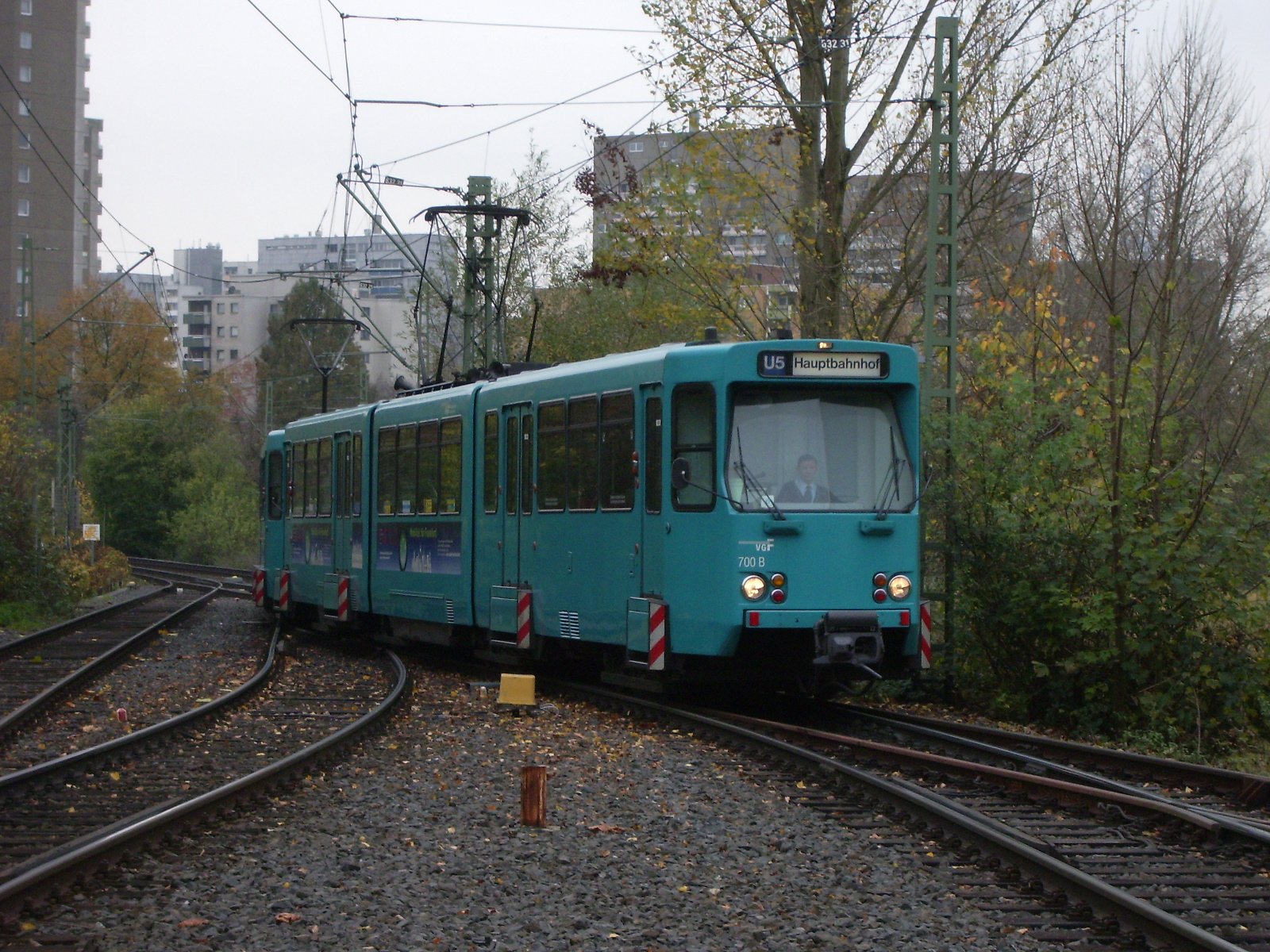
Kurz vor der Endstation Preungesheim

## Geschichte

### U-Bahn-Bau in der Altstadt

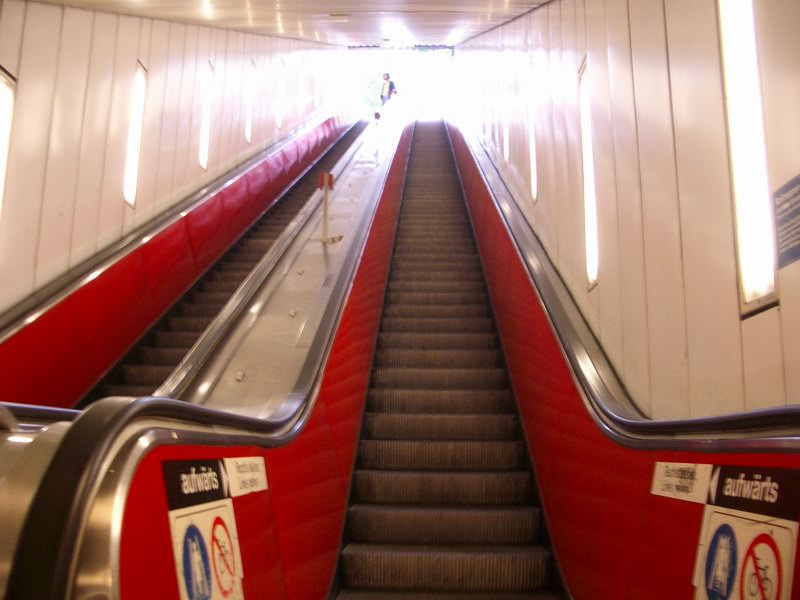
Ausgang des Bahnhofs Dom/Römer, eröffnet 1974

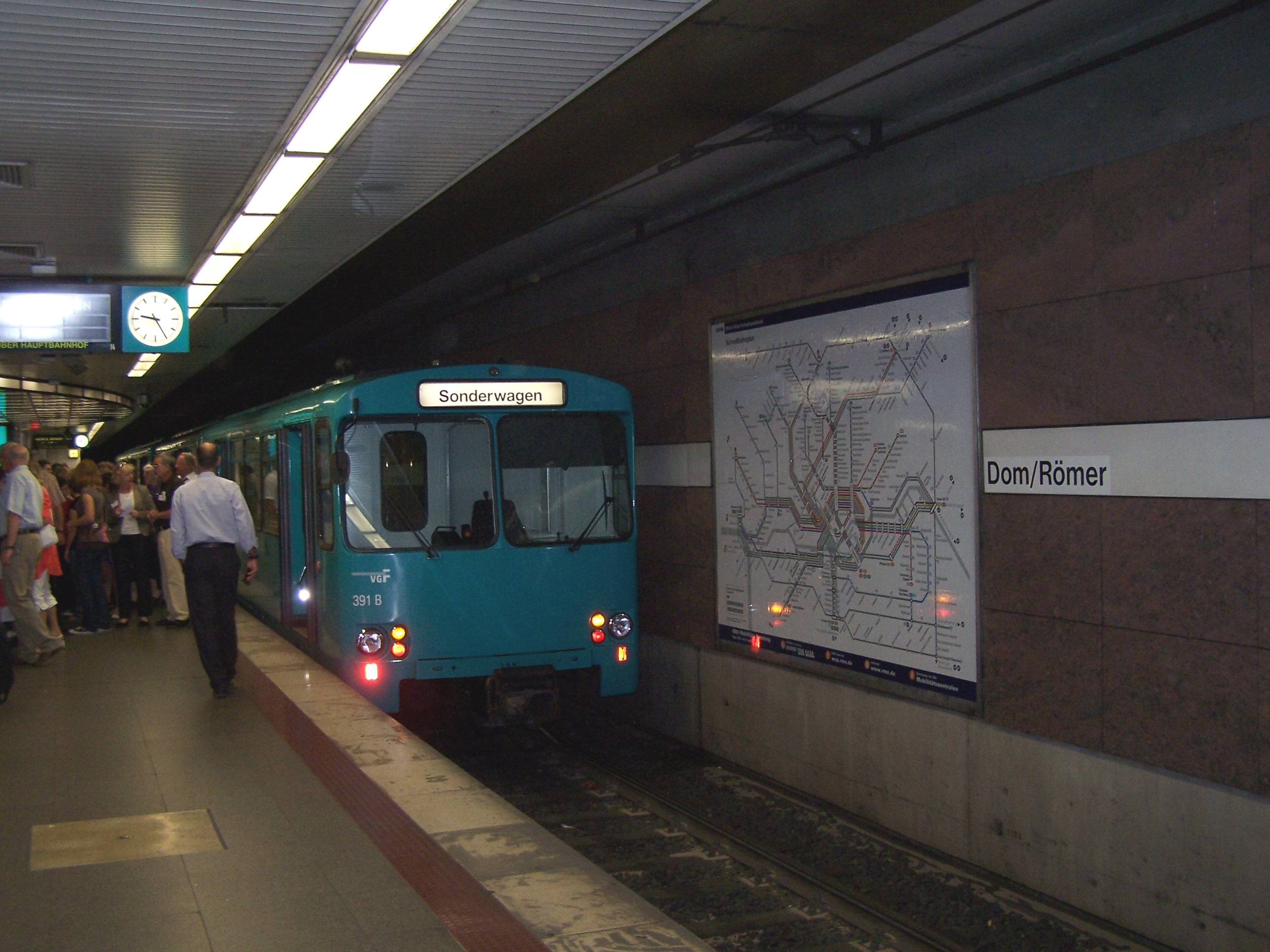
Triebwagen Typ U2 (Sonderfahrt) im U-Bahnhof Dom/Römer

Die Bauarbeiten für die B-Strecke begannen am 28. Juni 1966, genau drei Jahre nach denen der ersten Strecke. Nach einer Feierstunde und einer Grundsteinlegung im Rohbau des U-Bahnhofs Miquel-/Adickesallee, wo 1963 der erste Rammschlag erfolgte, begaben sich die Teilnehmer, unter ihnen Oberbürgermeister Brundert, Verkehrsdezernent Möller und Ministerpräsident Zinn zum Friedberger Tor, wo, begleitet von Festreden, der Straßenbahnerkapelle und Freibier der feierliche Baubeginn der B-Strecke stattfand.
Der nördliche Teil der Strecke, zwischen dem Friedberger Tor und der Kurt-Schumacher-Straße, wurde in offener Bauweise errichtet, die westlich anschließende Strecke in bergmännischer Bauweise. Auf dem Domplatz und dem Dominikanerplatz wurden hierzu Anfahrschächte gebaut, im Januar 1970 wurde am Domplatz mit dem Schildvortrieb begonnen, im September der Durchbruch erreicht. Die Vortriebsmaschine wurde am Dominikanerplatz gewendet und grub bis Februar 1971 die zweite Tunnelröhre bis zum Domplatz. Die Strecke war der erste in bergmännischer Bauweise errichtete Tunnel in Frankfurt, diese Bauweise sollte später aufgrund der erheblich geringeren Belastungen an der Oberfläche zum Regelfall werden. Jedoch wandte man ab dem zweiten Baulos (vom Römerberg zur Weißfrauenstraße, Mai 1970 bis März 1971) statt des Schildvortriebs die Neue Österreichische Tunnelbaumethode (NÖT) an.
Die zu errichtende Tunnelstrecke lag auf dem Gebiet der 1944 weitgehend vernichteten Altstadt, über deren Neubebauung bis in die 70er Jahre hinein nicht abschließend entschieden war.
Während große Teile der ehemaligen Altstadt im Laufe der 1950er Jahre durch Zeilenbauten und begrünte Wohnhöfe im Stile der Zeit wiederbebaut wurden, blieb der historische Nukleus der Stadt, der Domhügel (damals meist als Dom-Römer-Bereich bezeichnet) eine leere, als Parkplatz genutzte Brachfläche. Auf der Ostseite des Römerbergs, an der Stelle der später rekonstruierten Fachwerkzeile, entstanden zwei Gebäude, die mit Beginn des U-Bahn-Baus wieder abgerissen wurden. 1963 wurde ein städtebaulicher Wettbewerb zur Bebauung des Dom-Römer-Bereichs durchgeführt, der zugunsten eines großen, modernen Gebäudekomplexes entschieden wurde. Gegenstand des Wettbewerbs war außerdem die Gestaltung der Zugänge zum geplanten U-Bahnhof Römer unter dem Gelände sowie zur daneben zu bauenden Tiefgarage.
Das im Siegerentwurf vorgeschlagene Gebäude wurde nie verwirklicht. Es entstanden jedoch die beiden umfangreichen unterirdischen Bauwerke. U-Bahnhof und Tiefgarage wurden in offener Bauweise errichtet, was an dieser Stelle wiederum sehr umstritten war. Die Baugrube befand sich im historischen Herz der Stadt, seit Jahrtausenden von Menschen bewohnter Siedlungsboden wurde für die archäologische Forschung vernichtet. Neben zahlreichen Relikten historischer Bauskulptur, die meist ins Historische Museum verbracht, teilweise auch in die Gestaltung des U-Bahnhofs integriert wurden, wurde während der Bauarbeiten ein vollständig erhaltener und gefüllter Weinkeller aus der Vorkriegszeit entdeckt.
Nach Abschluss der Bauarbeiten 1974 bildete die Decke der Tiefgarage das neue Platzniveau. Die Betonstützen der Tiefgarage wurden etwa einen Meter über das Bodenniveau hinausgezogen, um das geplante Großgebäude später auf dieses Stützenraster aufsetzen zu können. Für fast zehn Jahre, bis zur Rekonstruktion der Römerberg-Ostzeile und dem Bau der Kunsthalle Schirn belegte die damals so genannte Höckerzone den historischen Stadtraum zwischen Kaiserdom und Römerberg. Die Fundamente der karolingischen Königspfalz Frankfurt wurden im benachbarten Archäologischen Garten konserviert und der Öffentlichkeit zugänglich gemacht.
Der U-Bahnhof Römer (heute Dom/Römer) liegt sehr tief unter dem Straßenniveau. Der Tunnel unterfährt in der Nähe die Fundamente einiger Häuserblocks. Der östliche Ausgang des Bahnhofs führt über eine sehr lange Rolltreppe ins Freie, der Fahrgast rollt dabei die ganze Zeit direkt auf den Turm des Domes zu, was einen recht ungewöhnlichen Weg der Annäherung an ein mittelalterliches Bauwerk darstellt.

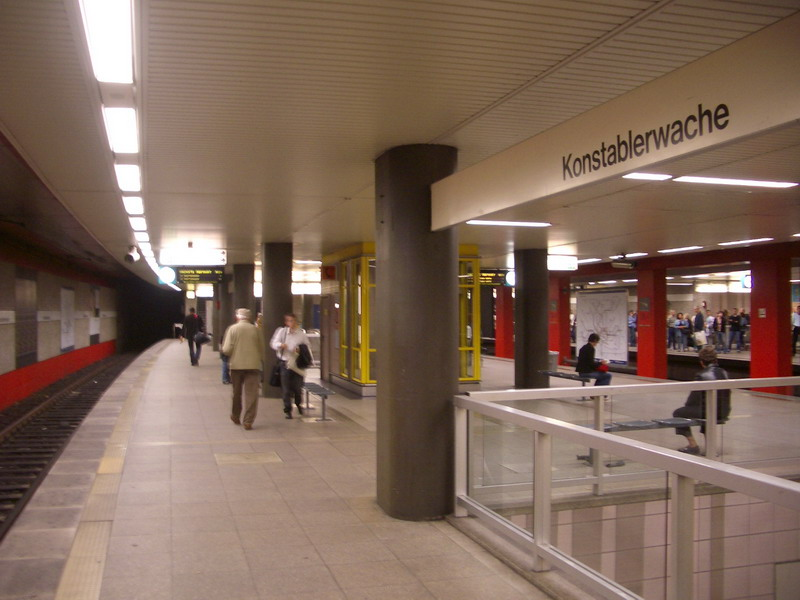
U-Bahnhof Konstablerwache, Mittelbahnsteig, links das Gleis der U5 Richtung Hauptbahnhof

Der zweite Bahnhof der B-Strecke entstand an der Konstablerwache, einem Platz auf der Einkaufsstraße Zeil, die zur Bauzeit auch noch als Hauptverkehrsachse für den Kraftfahrzeug- und Straßenbahnverkehr diente. Unter der Konstablerwache entstand, ähnlich wie an der Hauptwache, ein unterirdischer Schnellbahnknoten. Neben der U-Bahn der B-Strecke wurden für die geplante C-Strecke sowie für den S-Bahn-Tunnel Bahnhöfe errichtet. Unter einer unterirdischen Fußgängerpassage (im technokratischen Geist der damaligen Zeit als B-Ebene bezeichnet) befindet sich zunächst der Bahnhof der B-Linien (C-Ebene) und unter diesem (in der D-Ebene) der Gemeinschaftsbahnhof von C-Strecke und S-Bahn. Wegen der geplanten Linienverzweigung wurde der Bahnhof der B-Strecke dreigleisig gebaut, damit stehen an der Konstablerwache sieben unterirdische Bahnsteiggleise mit insgesamt fünf Bahnsteigen zur Verfügung. Ein zunächst mit eingeplanter Autotunnel unter der Zeil wurde später aus der Planung gestrichen, es gibt hier aber eine Bauvorleistung: Heute nimmt die großzügige B-Ebene  in West-Ost-Richtung den für diese Tiefstraße vorgesehenen Platz ein; ursprünglich waren zwei getrennte Zugangsebenen nördlich und südlich davon geplant.
Der Bau der Tunnelstrecke nördlich der Konstablerwache erforderte den Abriss zahlreicher Gebäude, einschließlich einer alten Fabrik. Die heutige Konrad-Adenauer-Straße, die Verbindung von der Konstablerwache zum Friedberger Tor, entstand so im Zusammenhang mit dem U-Bahn-Bau. Beim Ausheben der Baugrube stieß man am Friedberger Tor auf die Fundamente der 1810 abgerissenen Stadtbefestigung von 1333, die bis zu sieben Meter tief in den Boden reichten.
Der dritte Bahnhof dieser Linie befand sich am Theaterplatz (heute Willy-Brandt-Platz). Hierher fuhren seit 1973 bereits die Linien der A-Strecke, ein Jahr später ging hier der erste Umsteigebahnhof der Frankfurter U-Bahn in Betrieb.
1974 eröffnete das erste Teilstück der B-Strecke. Vom Theaterplatz bis zur Konstablerwache wie eine echte U-Bahn ausgebaut, führte der Tunnel in den Wallanlagen an die Oberfläche, von wo aus die Bahn als ganz normale Straßenbahn in der Autofahrbahn der Eckenheimer Landstraße weiterfuhr. Dabei benutzte die U-Bahn einen Teil der ehemaligen Straßenbahnstrecke nach Berkersheim. Die neue Linie B1 endete zunächst an der Haltestelle Gießener Straße. Die B1 nutzte, anders als die U-Bahnen der A-Strecke, straßenbahnkompatible Stadtbahnfahrzeuge des Typs Pt (t = tunnelgängig). Diese waren gegenüber dem auf der A-Strecke eingesetzten Typ U2 um 30 cm schmaler und besaßen an den Türen damals neuartige Schwenkstufen, so dass sie ohne Anpassungen der Gleise auch auf Straßenbahnstrecken eingesetzt werden konnten. Da zunächst nur diese Wagen im Tunnel verkehrten, wurden die Bahnsteige mit einem angeschraubten Winkel verbreitert.

### Schnellbahnknoten Hauptbahnhof

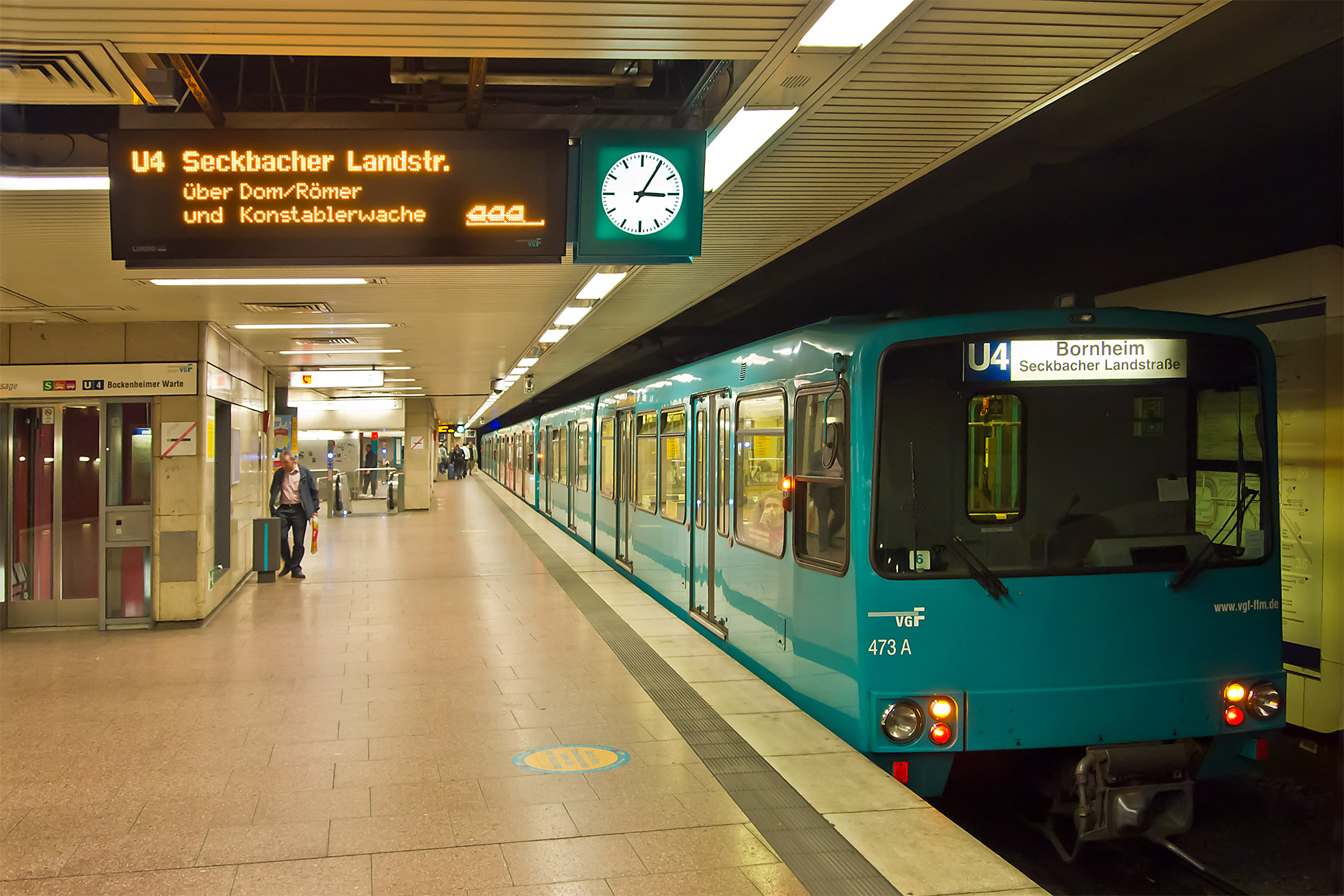
Hauptbahnhof Gleis U4 nach Bornheim

Der Tunnel der B-Strecke wurde 1978 um einen Bahnhof erweitert: Zum zehnten Geburtstag der Frankfurter U-Bahn erreichte ihr Netz endlich den Hauptbahnhof. Vom Theaterplatz aus führte der neue Tunnel entlang der Gutleutstraße ein Stück nach Westen, bis er etwa ab Elbestraße unter gründerzeitlichen Häuserblocks hindurch eine Kurve nach Norden einschlug, um schließlich den Hauptbahnhof zu erreichen.
Der U-Bahnhof am Hauptbahnhof wurde viergleisig errichtet. Nach der Verkehrsplanung der Stadt sollten sich hier zwei U-Bahn-Linien kreuzen: die Grundstrecke B, aus der Altstadt kommend und in Richtung Galluswarte und Höchst weiterfahrend, sowie die Grundstrecke D, die aus Schwanheim und Niederrad kommend in Richtung Messe und Bockenheim führen sollte.

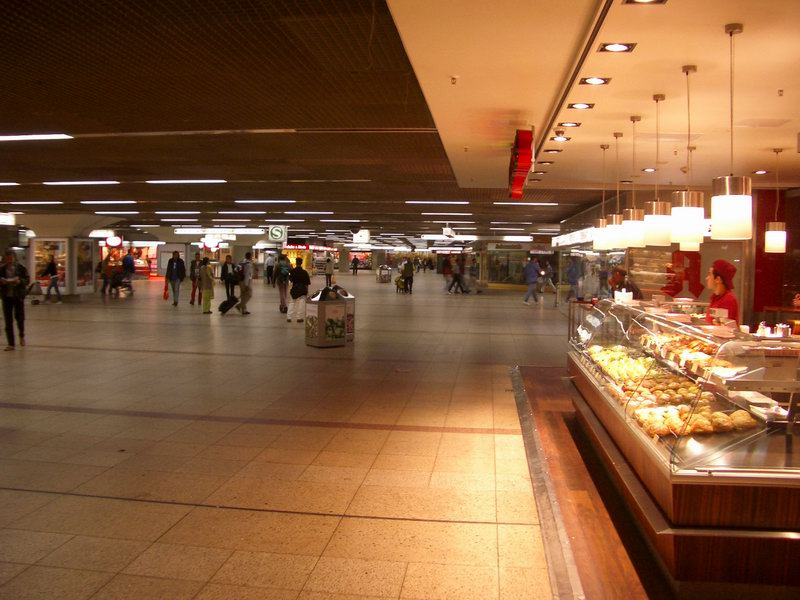
Die „B-Ebene“ am Hauptbahnhof

Wie an der Hauptwache und der Konstablerwache entstand am Hauptbahnhof ein umfangreicher Schnellbahnknoten tief unter der Erde. Unter der Fahrbahn des Bahnhofsvorplatzes, über den zahlreiche Straßenbahnlinien sowie die Bundesstraße 44 führen, wurde zunächst auch hier wieder eine sehr große unterirdische Einkaufspassage (B-Ebene) angelegt. In der dritten Ebene entstand der viergleisige U-Bahnhof, wie der Bahnhofsvorplatz in Nord-Süd-Ausrichtung, und in der vierten Ebene quer dazu der ebenfalls viergleisige S-Bahnhof, der zum großen Teil unter dem Bahnhofsgebäude des Hauptbahnhofes liegt. Im Zwickel nordwestlich der beiden unterirdischen Schnellbahnhöfe wurde eine dreigeschossige Tiefgarage gebaut. Auch diese Anlagen wurden wieder in offener Baugrube errichtet, viele Jahre lang befand sich anstelle des Bahnhofsplatzes ein tiefes Loch, der Straßenverkehr wurde umgeleitet, der nördliche Teil des historischen Bahnhofsgebäudes, ähnlich wie zuvor die barocke Hauptwache, abgetragen, eingelagert und nach Abschluss der Bauarbeiten wiedererrichtet.

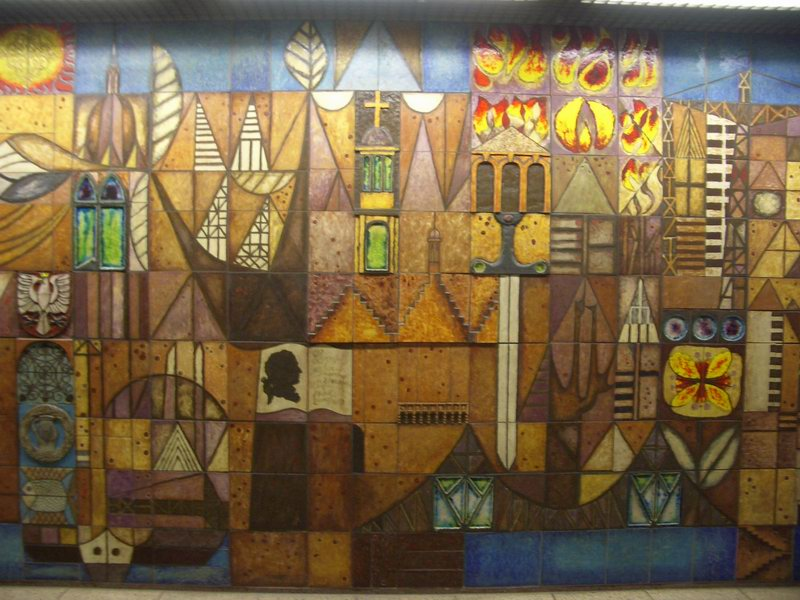
Kunst in der U-Bahn, hier: die Stadtgeschichte in Bildern

Der Bahnhofsvorplatz wurde nach Eröffnung des Schnellbahnknotens für die Fußgänger gesperrt – der Zugang vom Bahnhof zur Stadt und zur Straßenbahn erfolgte für viele Jahre durch die unübersichtlich gestaltete B-Ebene, der Vorteil des Kopfbahnhofs, die ebenerdige Erreichbarkeit der Züge, ging verloren.
Mit Erreichen des Hauptbahnhofs war das Schnellbahnnetz in der City 1978 weitgehend fertig gestellt. Die Grundstrecken A und B waren in Betrieb, der erste Tunnelabschnitt der S-Bahn (bis zur Hauptwache) eröffnete im gleichen Jahr, am Hauptbahnhof (D), der Hauptwache (C) und der Konstablerwache (C, S) waren Bahnsteige für künftig geplante Linien als Vorleistung mit errichtet worden und harrten ihrer Verwendung. Die erste Bauphase des Netzes, geprägt durch das Primat einer technokratischen, letztlich den Interessen des Autoverkehrs dienenden Verkehrsplanung (Verlegung von öffentlichem Personennahverkehr und Fußgängerverkehr in den Untergrund) und einem weitgehenden Verzicht auf ästhetische Gestaltung, war abgeschlossen.

### Doppelstöckig durch die Berger Straße
Die nur zwei Jahre später in Betrieb genommene Strecke von der Konstablerwache nach Bornheim gehört bereits einer zweiten Bauphase an. Die vier neuen unterirdischen Bahnhöfe, Merianplatz, Höhenstraße, Bornheim-Mitte und Seckbacher Landstraße, sind schlicht gestaltet. Alle vier tragen keramische Wandfliesen in warmen, kräftigen Farben.
Die Strecke führt entlang der Berger Straße durch die Innenstadtbezirke Nordend und Bornheim. Aufgrund der geringen Breite der Berger Straße wurden die beiden Tunnelröhren nicht neben-, sondern übereinander gebaut, die erstgenannten Bahnhöfe besitzen daher je zwei eingleisige, übereinander liegende Bahnsteige.
Die Bornheimer U-Bahn ging 1980 in Betrieb. Eine neue Linie mit der Bezeichnung U4 befuhr sie und übernahm außerdem den bestehenden Tunnel zum Hauptbahnhof. Die U5 wurde bis zur Konstablerwache zurückgezogen, da es zu diesem Zeitpunkt keine Fahrzeuge des Typs Ptb (b = breit) mit der nötigen Verbreiterung im Türbereich gab. Sie endete nun auf dem dritten Gleis der dortigen Station und hatte im Linienbetrieb keinen Kontakt mehr zur U4. Die Bahnsteige der Innenstadtstrecke wurden an die breiteren U-Bahn-Fahrzeuge des neuen Typs U3 durch Entfernen der angebrachten Verbreiterung angepasst. Die neue Linie verkehrte nun komplett unterirdisch über acht Stationen und galt als die erste „echte“ U-Bahn der Stadt.

### Die Verkürzung der U5 zur Konstablerwache

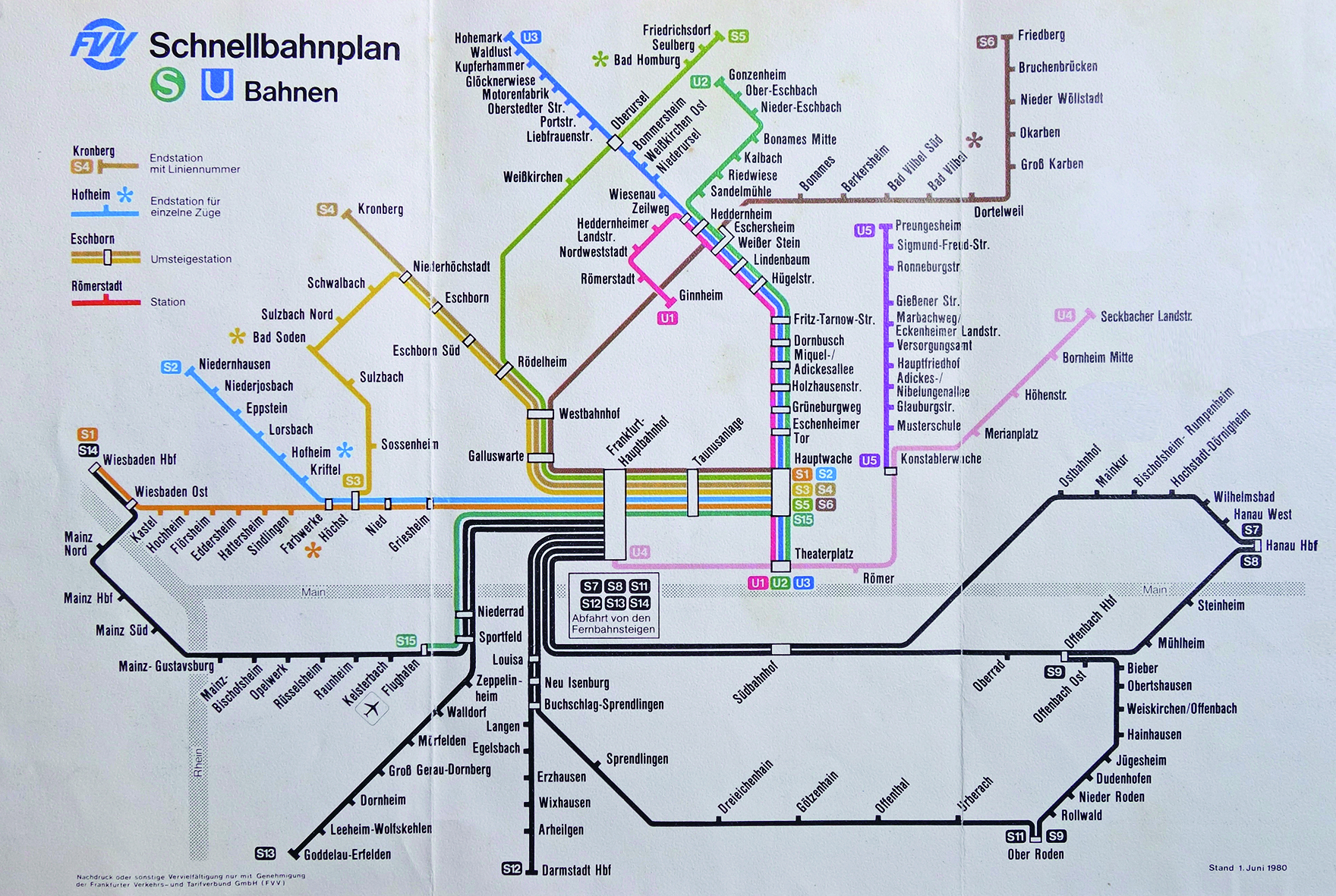
Verkürzte U5 auf einem FVV-Faltblatt von 1980

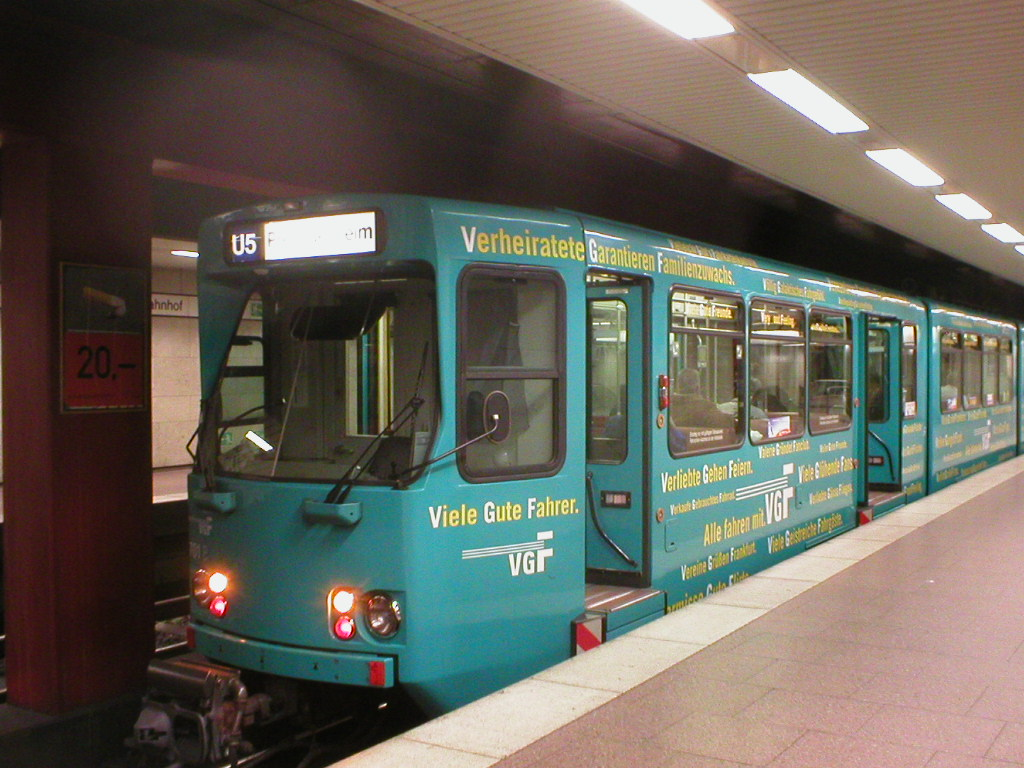
Seit 1998 fährt die U5 wieder bis zum Hauptbahnhof.

Die Bevölkerung reagierte bereits 1979 mit Protesten auf die geplante Verkürzung der Linie U5. Die Frankfurter Verkehrspolitiker hatten zwar die Planungen der Stadtwerke genehmigt, waren sich mehrheitlich jedoch nicht der Konsequenzen bewusst, die der Einsatz von U3-Wagen auf der B-Strecke zur Folge haben würde. In der Folgezeit wurden zahllose Lösungen diskutiert, die einen gemeinsamen Betrieb von U4 und U5 erlauben sollten. Zwar hatte der Verkehrsausschuss des Stadtparlaments bereits 1977 das Problem erkannt, eine Änderung der damals bereits bestellten U3-Wagen wurde jedoch von den Stadtwerken mit der Begründung abgelehnt, die Wagen seien bereits im Bau. Es stellte sich später heraus, dass dies nicht den Tatsachen entsprach und eine Änderung der Konstruktion durchaus möglich gewesen wäre. Die Stadtwerke versuchten auf diese Weise, einen Mischbetrieb der verspätungsanfälligen U5 mit der nach U-Bahn-Standards betriebenen U4 zu verhindern.
Dieser Umstand fand sogar im Nachrichtenmagazin Der Spiegel seinen bundesweiten Widerhall.
Nachdem die U3-Wagen in der ursprünglich geplanten Form geliefert worden waren, wurden mehrere Lösungsansätze kontrovers diskutiert. Zentrales Problem war der sich beim Einsatz von Pt-Wagen ergebende Spalt von rund 20 cm Breite zwischen Fahrzeug und Bahnsteig, da die zuvor an den Bahnsteigkanten angebrachten Verbreiterungen für den Einsatz der U3-Wagen entfernt werden mussten. Dieser war zwar gesetzlich noch zulässig, stellte aber ein hohes Unfallrisiko dar.
Die Anbringung von schmaleren Bahnsteigverbreiterungen, die ein Passieren von U3-Wagen ermöglichten sollten, wurde nach einer Probefahrt nicht weiter verfolgt, da ein U3-Wagen an den angeschraubten Metallprofilen hängenblieb. Die Presse reagierte darauf mit der spöttischen Meldung, dass man für die U4 „zu breite Wagen“ beschafft habe, die „nicht in die Tunnel passten“.
Daraufhin wurde der Bau von Vierschienengleisen in den Stationen in Erwägung gezogen, Pt-Wagen sollten so näher an die Bahnsteigkante fahren können als U3-Wagen. Aufgrund der dafür erforderlichen aufwendigen Signalsicherung und Gleisanlagen wurde dies aber nicht umgesetzt. Mit zu den exotischsten Vorschlägen gehörte die Idee der variablen Bahnsteigkanten – je nach Fahrzeugtyp sollte die Bahnsteigkante durch ausfahrbare Metallprofile verschoben werden. Aufgrund der hohen Kosten, des enormen technischen Aufwandes und der Gefahr, dass ein Zug der U4 durch eine in ausgefahrener Stellung blockierte Bahnsteigkante seitlich aufgerissen werden könnte, wurde auch dieses Projekt zu den Akten gelegt.
Da sich keine technische Lösung abzeichnete, mit der beide Fahrzeugtypen gemeinsam eingesetzt werden konnten, wurde darüber diskutiert, die noch fabrikneuen U3-Wagen notfalls unter Wert wieder zu verkaufen und stattdessen weitere Pt-Wagen für den Einsatz auf der U4 zu beschaffen. Da sich kein Interessent für die speziell nach Frankfurter Kriterien gebauten Fahrzeuge fand, wurde auch dieser Vorschlag schnell fallen gelassen. Ein Einsatz der U3-Wagen auf der A-Strecke war wegen der dort tiefer liegenden Bahnsteige ohnehin nicht möglich, die C-Strecke befand sich zum damaligen Zeitpunkt noch in einer frühen Bauphase.
Eine Verbreiterung der Pt-Wagen war 1980 noch nicht möglich, da die ehemalige Straßenbahnstrecke in der Eckenheimer Landstraße zum damaligen Zeitpunkt noch nicht für den Einsatz von 2,65 m breiten Fahrzeugen umgebaut worden war. Erst im Laufe der nächsten Jahre wurden hier entsprechende Anpassungen vorgenommen. Da sich keine zweckmäßige Lösung des Problems fand und der geplante Eröffnungstermin der U4 immer näher rückte, wurde die bisherige Planung unverändert umgesetzt. Die U5 endete in der Folgezeit an der Station Konstablerwache. Erst 1998 konnte durch den Umbau von Pt-Wagen zu Ptb-Wagen, die im Türbereich beidseitig um je 11,5 cm verbreitert wurden, eine Lösung für den gemeinsamen Betrieb beider Fahrzeugtypen gefunden werden.

### Weiterer Ausbau
An der B-Strecke der U-Bahn wurden seit der Eröffnung nur wenige Veränderungen vorgenommen. Der U-Bahnhof Dom/Römer wurde in den 90er Jahren umgebaut und erhielt eine Rotunde in der Zugangsebene. Im U-Bahnhof Hauptbahnhof wurden die 30 Jahre alten, dem Wandschmuck dienenden, Fotografien aus Frankfurt durch neue Bilder ersetzt.
Der barrierefreie Ausbau der Stammstrecke begann am 23. Januar 2015 an den Stationen Bockenheimer Warte und Festhalle/Messe. Während an der Messe, analog zur C-Strecke, die Gleise durch Aufschotterung angehoben wurden, hat man an der U4-Endstation den 2002 provisorisch angehobenen Bahnsteig wieder abgetragen. Bis Ende März wurden die Gleise auch an allen anderen Stationen entlang der Linie U4 aufgeschottert. Seit Mitte April verkehren auch auf dieser Linie Wagen der neuen Baureihe U5. Hierzu wurden sämtliche alten Wagen des Typs U3, die bislang ausschließlich auf der U4 fuhren, gegen neue U5-Wagen von der Linie U6 getauscht.
traffIQ und VGF haben das Konzept mit der Behindertenbeauftragten und der Frankfurter Behindertenarbeitsgemeinschaft (FBAG) erarbeitet, da die Linie U4 von mehr Personen genutzt wird als die U6.

### Barrierefreier Ausbau im Nordend
Weil sich entlang der oberirdischen Strecke im Nordend zunehmend Widerstand gegen den geplanten Bau von barrierefreien Hochbahnsteigen regte, wurde auf Initiative der schwarz-grünen Stadtregierung 2007 ein Gutachten in Auftrag gegeben, das prüfen sollte, ob die Strecke von Preungesheim bis zur Konstablerwache in das Straßenbahnnetz eingegliedert werden könnte. Als Endpunkt wäre dann gleichwohl die Tunnelstation vorgesehen gewesen, wodurch sich die Linienverkürzung von 1980 mitsamt den damit verbundenen betrieblichen Problemen (eingleisige Endstelle) faktisch wiederholt hätte. Die U5 sollte stattdessen ab der Konstablerwache über die Strecke der U4 über die Seckbacher Landstraße und den Betriebshof Ost, anschließend über die Strecke der U7 bis zur Schäfflestraße verlängert werden. Dorthin fährt inzwischen aber bereits die U4. 2008 wurde das Gutachten um einen Planfall einer zweiten Linie von Preungesheim kommend über Glauburgstraße, Friedberger Landstraße, Konstablerwache (oberirdisch) und die Altstadtstrecke zum Hauptbahnhof erweitert.
Eine Bürgerinitiative hatte im Oktober 2008 neue Pläne für Trogstationen nach Stuttgarter Vorbild vorgestellt, die einen barrierefreien Betrieb mit Hochflurwagen und ohne Mittelhochbahnsteige an den Stationen Musterschule und Glauburgstraße ermöglichen sollten. An den Haltestellen nördlich der Glauburgstraße wäre ausreichend Platz für konventionelle Hochbahnsteige. Dieser neue Vorschlag wurde mit Beschluss des Verkehrsausschusses der Stadt Frankfurt vom 28. Oktober 2008 zur Prüfung an den Magistrat übergeben.
Die Ergebnisse beider Gutachten (Straßenbahn und Trogstationen) wurden zusammen vorgelegt und dienten als Basis für eine endgültige Entscheidung über die Zukunft der U5. Die Untersuchung der Straßenbahnlösung ergab, dass aus gesamtverkehrsplanerischer Sicht nur die Stadtbahnlösung verfolgungswürdig ist. Die Eingliederung in das Straßenbahnnetz hätte eine Schwächung des ÖPNV und eine Erhöhung des Kraftfahrzeugverkehrs zur Folge. Darüber hinaus wirft die Straßenbahnlösung erhebliche Fragen hinsichtlich der betrieblichen Machbarkeit auf.
Der neue Vorschlag der Stadt, weder Mittelhochbahnsteige noch Troglösungen zu bauen, sondern stattdessen an den beiden Haltestellen Musterschule und Glauburgstraße jeweils zwei versetzte, jeweils 72 Meter lange und bis zu 80 cm hohe Seitenbahnsteige zu bauen, stieß auf unterschiedliche Resonanz. Während die Befürworter einer in der Innenstadt unterirdisch geführten Stadtbahn das Konzept begrüßten, regte sich im betroffenen Stadtteil Nordend Widerstand.
In der Frankfurter Stadtverordnetenversammlung vom 1. Juli 2010 fand der im Frühjahr 2010 nochmals optimierte Vorschlag jedoch eine breite Zustimmung in den Fraktionen der CDU, SPD, FDP, Grünen und Republikaner bei Gegenstimmen aus der Linken, der FAG, der Freien Wähler und der NPD. Nach notwendigen Kanalbauarbeiten im Jahr 2012 wurden 2013 die ersten fünf Stationen zwischen Sigmund-Freud-Straße und Marbachweg/Sozialzentrum errichtet. Die Stationen Hauptfriedhof und Deutsche Nationalbibliothek wurden 2014 mit 80 cm hohen Hochbahnsteigen ausgerüstet. Der Umbau der Station Preungesheim erfolgte von Juli bis November 2015 und greift die Vorplanung für die Verlängerung zum Frankfurter Berg auf, indem die Positionen von Seiten- und Mittelbahnsteig im Vergleich zum ursprünglichen Zustand getauscht wurden. Ursprüngliche Planungen sahen noch 2013 vor, die Station Preungesheim zunächst provisorisch für rund 560.000 € zu erhöhen, um diese dann rechtzeitig vor Inbetriebnahme der Verlängerung ins Europaviertel (damals für 2019 geplant) wieder komplett abzureißen und neu zu bauen. Diese Planungen wurden kurzfristig im Laufe des Jahres 2013 wieder revidiert.
Die Haltestellen Glauburgstraße und Musterschule wurden seit dem 29. März 2016 neu gebaut. Mit der am 9. Oktober erfolgten Wiederinbetriebnahme der Strecke und der Station Musterschule entfällt die Haltestelle Eckenheimer Landstraße/Marbachweg dauerhaft und die Haltestelle Neuer Jüdischer Friedhof bis zu deren Umbau, der 2021 abgeschlossen sein soll. Die Eröffnung der Station Glauburgstraße verschob sich auf den 29. Oktober aufgrund von Störungen im Bauablauf.

## Eröffnungsdaten
| Abschnitt                                                      | Eröffnungsdatum   | Stationen | Bemerkungen |
| -------------------------------------------------------------- | ----------------- | --------- | --- |
| Eschenheimer Anlage – Adlerflychtstraße                        | 6. April 1882     | …         | Pferdebahnstrecke der FTG, heute Bestandteil der U5. |
| Adlerflychtstraße – Hauptfriedhof                              | 4. Juni 1892      | …         | Pferdebahnstrecke der FTG, heute Bestandteil der U5. |
| Hauptfriedhof – Schwabstraße                                   | 1907              | …         | Straßenbahnstrecke, heute Bestandteil der U5 (Betriebsstrecke). |
| Marbachweg – Gießener Straße                                   | 1936              | …         | Straßenbahnstrecke, ersetzte weiter südlich trassierte Strecke von 1915, heute Bestandteil der U5. |
| Theaterplatz – Konstablerwache                                 | 26. Mai 1974      | 3         | Eröffnung des ersten Teilstücks der B-Strecke, befahren von der U-Straßenbahnlinie B1 Theaterplatz – Gießener Straße.                                                                                    |
| Konstablerwache – Gießener Straße                              | 26. Mai 1974      | 7         | Übernahme der Straßenbahn in der Eckenheimer Landstraße. |
| Theaterplatz – Hauptbahnhof                                    | 28. Mai 1978      | 1         | Anschluss des Hauptbahnhofs an das U-Bahn-Netz. |
| Gießener Straße – Preungesheim                                 | 28. Mai 1978      | 4         | Verlängerung der U5 um einen Stadtbahnabschnitt in der Gießener Straße, etwa 1,7 km Streckenlänge. |
| Konstablerwache – Seckbacher Landstraße                        | 31. Mai 1980      | 4         | Eröffnung der U-Bahn in Bornheim, die neue Linie U4 als vollständig unterirdische, erste „echte“ U-Bahn-Linie in Frankfurt, die U5 wird zur Station Konstablerwache zurückgezogen.                       |
| Hauptbahnhof – Bockenheimer Warte (D-Strecke)                  | 10. Februar 2001  | 2         | Da auf den beiden bisher gebauten Abschnitten der D-Strecke kein durchgehender Betrieb möglich ist, wurde 2001 die Linie U4 um die fertiggestellte Teilstrecke DI bis zur Bockenheimer Warte verlängert. |
| Seckbacher Landstraße – Schäfflestraße (Betriebshof/C-Strecke) | 15. Juni 2008     | 1         | Versuchsweise Verlängerung der Linie U4 über Betriebshofgleise zur C-Strecke bis Dezember 2008. |
| Seckbacher Landstraße – Enkheim (C-Strecke)                    | 14. Dezember 2008 | 5         | Verlängerung der Linie U4 (gleicher Umfang w.o.) über Betriebshofgleise, aber weiter über C-Strecke bis Enkheim                                                                                          |
| Konstablerwache – Preungesheim                                 | 9. Oktober 2016   | 10        | Wiedereröffnung der oberirdischen Strecke mit Hochbahnsteigen und Betrieb mit U5-Triebwagen. Der Betrieb mit Ptb-Triebwagen wurde eingestellt.                                                           |

## Aus- und Umbauplanungen

### Konstablerwache – Preungesheim
Der oberirdische Abschnitt der Linie U5 erhält statt der bisherigen Tiefbahnsteige barrierefreie Hochbahnsteige. Bislang erfolgte der Um- bzw. Neubau der Stationen Sigmund-Freud-Straße, Ronneburgstraße, Theobald-Ziegler-Straße, Feuerwehrstraße und Marbachweg/Sozialzentrum (2013), Dt. Nationalbibliothek und Hauptfriedhof (2014) und der derzeitigen Endstation Preungesheim inklusive Gleisvorfeld (2015, Details siehe Abschnitt #Geschichte) Ebenfalls im Jahr 2015 erfolgte die Aufschotterung der unterirdischen Stationen von der Konstablerwache bis zum Hauptbahnhof, die gemeinsam mit der Linie U4 bedient werden.
In einem vorerst letzten Bauabschnitt wurden die Stationen Musterschule, Glauburgstraße vom 29. März bis 29. Oktober 2016 neu gebaut. Dafür erging im November 2015 nach zahlreichen Einsprüchen von Anliegern der Planfeststellungsbeschluss
Seit dem Umbau der Haltestellen Musterschule und Glauburgstraße können diese nicht mehr von Wagen des Typs Ptb bedient werden, da die neuen Bahnsteige in Teilbereichen nur 60 cm über Schienenoberkante hoch sind und die Stufe in die Ptb-Wagen zu hoch wäre. Daher werden seit der Wiedereröffnung dieser Stationen im Oktober 2016 nur noch die neuen Stadtbahnen des Typs U5 eingesetzt. Im Gegenzug werden seither die nicht mit Hochbahnsteigen ausgestatteten Haltestellen Eckenheimer Landstraße/Marbachweg dauerhaft sowie Neuer Jüdischer Friedhof bis auf Weiteres nicht mehr bedient.
Die in unmittelbarer Nähe der Station Marbachweg/Sozialzentrum gelegene Haltestelle Eckenheimer Landstraße/Marbachweg wurde aufgrund der geringen Entfernung von circa 70 Metern geschlossen. Der ursprünglich ebenfalls für 2015 vorgesehene Neubau der Station Neuer Jüdischer Friedhof soll nun ab 2018 erfolgen.
Mit der Fertigstellung der letzten Hochbahnsteige entlang der Linie U5 im Oktober 2016 konnten auch hier die neuen Stadtbahnen des Typs U5 eingesetzt werden, da diese im Gegensatz zu den zuvor eingesetzten Wagen des Typs Ptb nicht über ausklappbare Trittstufen verfügen. Somit wurden am 9. Oktober 2016 von einem Tag auf den anderen sämtliche Ptb-Wagen durch U5-Wagen ersetzt, die zuvor auf der Linie U6 verkehrten.
| \| \| \| von Bornheim und Preungesheim \| \| \| \| \| D-Strecke (Tunnelstutzen Richtung Niederrad) \| \| \| \| \| Hauptbahnhof S1–S9, Regional-/Fernverkehr \| \| \| \| \| D-Strecke (Richtung Bockenheimer Warte) \| \| \| \| \| Güterplatz \| \| \| \| \| \| \| \| \| \| Emser Brücke \| \| \| \| \| Europagarten \| \| \| \| \| \| \| \| \| \| Europagarten-Tunnel \| \| \| \| \| Wohnpark \| \| \| \| \| Schmidtstraße (gepl.) \| \| \| \| \| Gymnasium Römerhof (gepl.) \| \| |  |                                              |                                              |
| U-Bahn-Strecke (im Tunnel) |  | von Bornheim und Preungesheim                | von Bornheim und Preungesheim                |
| U-Bahn-Abzweig geradeaus und ehemals von links (im Tunnel) |  | D-Strecke (Tunnelstutzen Richtung Niederrad) | D-Strecke (Tunnelstutzen Richtung Niederrad) |
| U-Bahn-Bahnhof (im Tunnel) |  | Hauptbahnhof S1–S9, Regional-/Fernverkehr    | Hauptbahnhof S1–S9, Regional-/Fernverkehr    |
| U-Bahn-Abzweig ehemals geradeaus und nach rechts (im Tunnel) |  | D-Strecke (Richtung Bockenheimer Warte)      | D-Strecke (Richtung Bockenheimer Warte)      |
| U-Bahn-Haltepunkt / Haltestelle (Strecke außer Betrieb) (im Tunnel) |  | Güterplatz                                   | Güterplatz                                   |
| U-Bahn-Tunnelende (Strecke außer Betrieb) |  |                                              |                                              |
| U-Bahn-Haltepunkt / Haltestelle (Strecke außer Betrieb) |  | Emser Brücke                                 | Emser Brücke                                 |
| U-Bahn-Haltepunkt / Haltestelle (Strecke außer Betrieb) |  | Europagarten                                 | Europagarten                                 |
| U-Bahn-Tunnelanfang (Strecke außer Betrieb) |  |                                              |                                              |
| U-Bahn-Tunnelende (Strecke außer Betrieb) |  | Europagarten-Tunnel                          | Europagarten-Tunnel                          |
| U-Bahn-Bahnhof (Strecke außer Betrieb) |  | Wohnpark                                     | Wohnpark                                     |
| U-Bahn-Haltepunkt / Haltestelle (Strecke außer Betrieb) |  | Schmidtstraße (gepl.)                        | Schmidtstraße (gepl.)                        |
| U-Bahn-Kopfbahnhof Streckenende (Strecke außer Betrieb) |  | Gymnasium Römerhof (gepl.)                   | Gymnasium Römerhof (gepl.)                   |

### Europaviertel (Römerhof)
Um das Europaviertel auf dem Gelände des ehemaligen Hauptgüterbahnhofes anzubinden, wird die Linie U5 bis ins Europaviertel West verlängert. In der Vergangenheit gab es diverse Diskussionen, ob dies als oberirdisch geführte Straßen- oder Stadtbahn auf dem Boulevard oder als – zumindest teilweise – unterirdische Strecke geschehen sollte. Der von der U5 zu bedienende Ast würde am Hauptbahnhof von der U4 abzweigen und über die Zwischenstationen mit den Arbeitstiteln „Güterplatz“, „Emser Brücke“ und „Europagarten“ entlang der Europa-Allee bis zur Station „Wohnpark“ führen. Die Stadtverordnetenversammlung hat in ihrer Sitzung am 24. Februar 2011 den Bau der Streckenerweiterung beschlossen. Mit den Bauarbeiten sollte 2012 begonnen werden.
Aus Kostengründen wird nunmehr abweichend von der bisherigen Planung eine großteils oberirdische Streckenführung erfolgen. Die neuen Planungen sehen vor, die Linie vor der Station „Emser Brücke“ an die Oberfläche zu führen. Diese sowie alle weiteren Stationen werden oberirdisch in der Mitte der Europa-Allee errichtet. Im Bereich des Europagartens verläuft die Bahnstrecke in einer Tunnelröhre zwischen zwei Tunnelröhren für den Autoverkehr. Dies beschloss die Stadtverordnetenversammlung am 1. März 2012.
Am 3. Mai 2013 beschloss der Magistrat der Stadt Frankfurt am Main die Bau- und Finanzierungsvorlage für den Ausbau der „B-Strecke“ ins Europaviertel. Verkehrsdezernent Stefan Majer bezeichnete den Magistratsbeschluss als „Meilenstein für das Stadtquartier und als deutliches Zeichen der hohen Priorität für Investitionen in den zukunftsfähigen Ausbau unseres städtischen Nahverkehrsangebotes“. Der Neubau für die Verlängerung der Stadtbahnlinie soll am Platz der Republik an die bestehende Strecke anschließen, über die Station „Güterplatz“ rund 1,4 Kilometer unterirdisch verlaufen und vor der Station „Emser Brücke“ über eine Rampe in der Mitte des Europaboulevards an die Oberfläche stoßen. Die Station „Emser Brücke“ soll im 1,3 Kilometer langen oberirdischen Teil liegen, der auf dem Boulevard über die Station „Europagarten“ bis zur Endhaltestelle „Wohnpark“ verläuft. Zwischen den Stationen „Europagarten“ und „Wohnpark“ soll die Strecke nochmals untertunnelt werden: Gemeinsam mit dem Autoverkehr soll die Bahn den Europagarten unterqueren. Auf dem Boulevard soll die Stadtbahn in einem beidseitig mit einer Baumreihe versehenen, nicht eingezäunten Mittelstreifen weitestgehend auf einem Rasengleis fahren. Laut Stadtrat Stefan Majer sei „für die Entwicklung des Europaviertels mit seinen zukünftig rund 32.000 Arbeitsplätzen und Wohnraum für 3800 Menschen diese direkte und leistungsfähige Verknüpfung mit der Stadtbahnlinie entscheidend“. Bisher seien lediglich die Randgebiete des Viertels mit der U-Bahn-Linie U4 und den Straßenbahn-Linien 16 und 17 am nord- bzw. nordöstlichen Rand angebunden. Die Verbindung mitten ins Viertel hinein erfolge bisher nur über die Buslinie 46, die die steigenden Fahrgastzahlen mit Ausbau des Quartiers nicht mehr bedienen könne. Die U-Bahn-Verbindung mit der Linie U5 über Hauptbahnhof, Willy-Brandt-Platz, Konstablerwache, Nordend bis Preungesheim soll den Anwohnern und der dort arbeitenden Bevölkerung eine schnelle und umweltfreundliche Alternative zum Auto bieten.
Die heutige Linie U5 werde nach Fertigstellung der Strecke über ihre aktuelle Endstation am Hauptbahnhof hinaus die vier neuen Stationen anfahren. Die Kosten für die Strecke sollen sich nach vorliegender Planung auf 217,3 Millionen Euro belaufen, wovon die Stadt Frankfurt am Main einen Teil von 174,8 Millionen Euro (brutto) und die VGF einen Anteil von 42,5 Millionen Euro (netto) tragen soll. Stadt und VGF hätten beide bereits Anträge zur Förderung nach GVFG (Gemeindeverkehrsfinanzierungsgesetz) und nach FAG (Finanzierungsausgleichsgesetz) gestellt. Die VGF soll zudem Mittel aus der Stellplatzablöse in Höhe von rund 9,5 Millionen Euro erhalten. Die Unterlagen zur Planfeststellung wurden dazu bereits beim Regierungspräsidium Darmstadt eingereicht. Der angestrebte Baubeginn sei abhängig vom Planfeststellungsbeschluss, die VGF strebte den Sommer 2014 an.
Im Zuge des Planfeststellungsverfahrens wurde die geplante bergmännische Tunnelbauweise als zu risikobehaftet bewertet, sodass sich die Stadt gezwungen sah, umzuplanen. Nun soll eine Tunnelvortriebsmaschine den Weg von der Warschauer Straße zum Platz der Republik für die Stadtbahn frei machen. Außerdem soll nun nicht mehr die Stadt, sondern die VGF Bauherr der Stadtbahn-Verlängerung sein. Trotz erneut gestiegener Kosten soll der Nutzer-Kosten-Quotient immer noch bei 1,6 liegen.
Das Regierungspräsidium in Darmstadt hat den Planfeststellungsbeschluss am 19. Mai 2016 erlassen.
Indes hat der Bau bereits im Westen begonnen. Die Europaallee ist vom Römerhof bis zum westlichen Tunnelportal bereits seit Ende 2014, der mittlere Teil der Europaallee bis zur Emser Brücke seit November 2015 für die Stadtbahn vorbereitet, sodass nur noch Gleise verlegt und die Bahnsteige gebaut werden müssen. Der daran anschließende Tunnel unter dem Europagarten befindet sich seit Frühjahr 2015 in Bau und wurde im Juni 2016 im Rohbau fertiggestellt.
Im Februar 2016 wurde damit begonnen, die Baustelle einzurichten für den Bau der Rampe von der Madrider bis zur Warschauer Straße und des anschließenden Tunnels von dort bis zum Anschluss an den Bestand in Höhe des Platzes der Republik. Bereits im Jahr 2014 wurden hierzu zwischen Den Haager Straße und Güterplatz sämtliche Leitungen verlegt, um das Baufeld für die einzige unterirdische Station Güterplatz freizumachen. Der symbolische Spatenstich für die Verlängerung der Linie U5 erfolgte am 21. September 2017, mit dem Betonieren der ersten Schlitzwandlamelle begann man Anfang Oktober 2017. Nach einem Defekt an der Tunnelbohrmaschine und deutlichem Anstieg der Baukosten verschiebt sich der geplante Abschluss der Arbeiten auf sogar bis 2027.
Ende 2021 wurde der maschinelle Tunnelvortrieb beendet. Die verbleibenden Meter bis zum existierender Tunnelstutzen wurden im bergmännischen Tunnelvortrieb hergestellt. Anfang des Jahres 2022 begann die Herstellung des endgültigen Trogbauwerks für die Rampe von der Lissabonner zur Londoner Straße und für den Tunnelabschnitt, der zwischen Londoner und Warschauer Straße in offener Bauweise hergestellt wird. Die Arbeiten wurden Anfang Juli 2022 abgeschlossen.
Wie die VGF in einer Pressemitteilung teilte, wolle man die Verspätung von 2 Jahren (2025 --> 2027) dafür nutzen, die Strecke zwei Stationen weiter zum Römerhof zu verlängern. Außerdem ist neu mitgeteilt worden, dass man die Bahnsteige nicht 75, sondern 100 Meter lang bauen werde, um die U4 bei Störungen umführen zu können.
Eine weitere Verlängerung der U5 um ca. 1,5 Kilometer und zwei Haltestellen (Schmidtstraße und Gymnasium Römerhof) in Richtung Westen, welche die geplanten Neubaugebiete am Römerhof anbinden soll, wurde im Mai 2024 durch das Frankfurter Verkehrsdezernat genehmigt und zur Abstimmung an das Stadtparlament weitergegeben. Die Kosten für diese Erweiterung werden auf 84,3 Millionen Euro gerechnet. Die Verlängerung würde zu Betriebsbeginn der ursprünglichen Verlängerung 2027 ebenfalls in Betrieb genommen werden. Zudem wird eine weitere Verlängerung über Nied nach Höchst geprüft.
| \| \| \| von Konstablerwache \| \| \| \| Preungesheim \| \| \| \| August-Schanz-Straße \| \| \| \| Berkersheimer Weg \| \| \| \| Frankfurter Berg S6 \| |  |                      |                      |
| U-Bahn-Strecke |  | von Konstablerwache  | von Konstablerwache  |
| U-Bahn-Kopfbahnhof Strecke ab hier außer Betrieb |  | Preungesheim         | Preungesheim         |
| U-Bahn-Haltepunkt / Haltestelle (Strecke außer Betrieb)                                                                                                 |  | August-Schanz-Straße | August-Schanz-Straße |
| U-Bahn-Haltepunkt / Haltestelle (Strecke außer Betrieb)                                                                                                 |  | Berkersheimer Weg    | Berkersheimer Weg    |
| U-Bahn-Kopfbahnhof Streckenende (Strecke außer Betrieb)                                                                                                 |  | Frankfurter Berg S6  | Frankfurter Berg S6  |

### Frankfurter Berg
Die Linie U5 soll von ihrer jetzigen Endstation in Preungesheim zum Frankfurter Berg verlängert werden. An der neuen Endstation ist ein direkter Übergang zur S-Bahn-Station Frankfurter Berg der Linie S6 geplant. Die Strecke soll auf eigener Trasse entlang der Homburger Landstraße verlaufen. Neben dem Umbau der Station Preungesheim und der neuen Endstation Frankfurter Berg sind zwei weitere Stationen in Höhe August-Schanz-Straße und Berkersheimer Weg geplant. An der Jean-Monnet-Straße soll die Strecke von der West- auf die Ostseite der Homburger Landstraße wechseln.
Im Februar 2012 wurde von der Frankfurter Haushaltskommission vorgeschlagen, auf die Verlängerung der Linie U5 in nördlicher Richtung aus finanziellen Gründen zu verzichten. Im April 2012 wurde jedoch bekannt, dass die Strecke dennoch gebaut werden solle. Um den städtischen Anteil von 4,4 Mio. Euro an den Ausbaukosten zu finanzieren, wurden zwei andere Projekte (ein Radweg sowie der Ausbau der Hansaallee) gestrichen.
In einer neuen Volte wurde die nördliche Verlängerung zum Frankfurter Berg erneut verschoben. Diesmal auf 2017 oder später. Der als Teil dieser Verlängerung geplante Neubau der Station Preungesheim wurde bereits realisiert, da für die Verlängerung sowohl in nördliche als auch in westliche Richtung nicht nur Hoch-, sondern auch längere Bahnsteige erforderlich sind, um Drei-Wagen-Züge des Typs U5 fahren zu lassen.
Von Juli bis November 2015 wurde das Gleisvorfeld und die Station Preungesheim umgebaut und die neuen barrierefreien Hochbahnsteige mit einer Höhe von 80 cm so positioniert, dass bei einer  Verlängerung zum Frankfurter Berg lediglich die Prellböcke an den Gleisen 1 und 2 entfernt werden müssen, um die Neubaustrecke anzuschließen. Gleis 3 bleibt Zügen vorbehalten, die auch zukünftig in Preungesheim enden.
Im September 2017 beschloss der Magistrat der Stadt Frankfurt die Bereitstellung von finanziellen Mitteln, um die Verlängerung zum Frankfurter Berg bis zum Jahr 2022 zu ermöglichen.
Anfang 2022 teilt die VGF auf ihrer  Webseite mit, dass „die vorhandenen Planunterlagen in Bezug auf die verkehrlichen und städtebaulichen Randbedingungen sowie auf die derzeit gültigen Regelwerke überprüft werden müssen.“ Eine Inbetriebnahme sei frühestens im Jahr 2028 möglich.
Im März 2023 wurden die bisherigen Pläne unter anderem aus Lärmschutzgründen jedoch nochmals verworfen. Statt der Streckenführung neben der Straße sollte nun ein straßenbahnähnlicher Verlauf auf der Homburger Landstraße vergleichbar mit der Streckenführung im Nordend angestrebt werden, womit ein größerer Umbau der Straße erfolgen müsste. Auch sollten die Pläne für den Halt am Frankfurter Berg nochmals überarbeitet werden, um eine mögliche Erweiterung der Strecke zum Ben-Gurion-Ring Nord über Kalbach zu ermöglichen.
Die neuen Pläne wurden im Juli 2023 vorgestellt. Die Strecke soll nun zwischen Jean-Monnet-Straße und der Endstation am Frankfurter Berg in Mittellage der Homburger Landstraße verlaufen, die Stationen August-Schanz-Straße und Berkersheimer Weg sollen mit Mittelbahnsteigen realisiert werden. Dabei soll durchgehend mindestens eines der Gleise als Rasengleis umgesetzt werden, das andere soll als Notfallspur für Rettungswagen genutzt werden können. Die Endstation soll im Vergleich zur ursprünglichen Planung leicht nach Norden verlegt werden und dreigleisig gestaltet werden, damit künftig jede Bahn bis zum Frankfurter Berg fahren könnte. Das Wendegleis in Preungesheim soll jedoch weiterhin erhalten bleiben. Der Baubeginn ist für 2028 ausgelegt, der Betriebsstart ist noch nicht terminiert, soll jedoch vor Abschluss des U4-Lückenschlusses um das Jahr 2030 liegen.

### Neuer Jüdischer Friedhof
Im Jahr 2016 wurde die U5 Haltestelle Neuer Jüdischer Friedhof im Zuge des barrierefreien Umbaus der Haltestelle außer Betrieb genommen. 2017 wurde eine sich an das Verkehrsdezernat Frankfurt richtende Petition für einen schnellstmöglichen Neubau der Haltestelle gestellt, die dieses mit knapp 1000 Unterschriften erreicht hat. Daraufhin hat Klaus Oesterling, damaliger Verkehrsdezernent von Frankfurt, bekanntgegeben, dass ein Neubau frühestens 2021 erfolgen könne. Die Kosten der ca. 78-Meter langen neugebauten Stationen liegen bei ungefähr sechs bis sieben Millionen Euro. Der Nahverkehrsplan 2025+ von TraffiQ sieht vor, dass der Neubau bis 2025 erfolgt.

### Bergen
Am Ende der Anschlussstrecke nach Bornheim ist ursprünglich eine unterirdische Verlängerung der U4 über Seckbach bis nach Bergen vorgesehen. Diese U-Bahn-Strecke ist Bestandteil des 1978 in Kraft getretenen Eingemeindungsvertrags zwischen Frankfurt und der ehemaligen Stadt Bergen-Enkheim. Aufgrund des geringen prognostizierten Nutzen-Kosten-Verhältnis und der daraus resultierenden schlechten Aussichten auf eine Förderung durch Bund und Land ist eine Verwirklichung aber unwahrscheinlich. Bessere Chancen hat jedoch eine kurze Erweiterung um eine Station bis zur Siedlung Atzelberg in Seckbach. Die Wendeanlage an der Seckbacher Landstraße ist darauf schon vorbereitet.

## Betriebshof, Abstellanlage

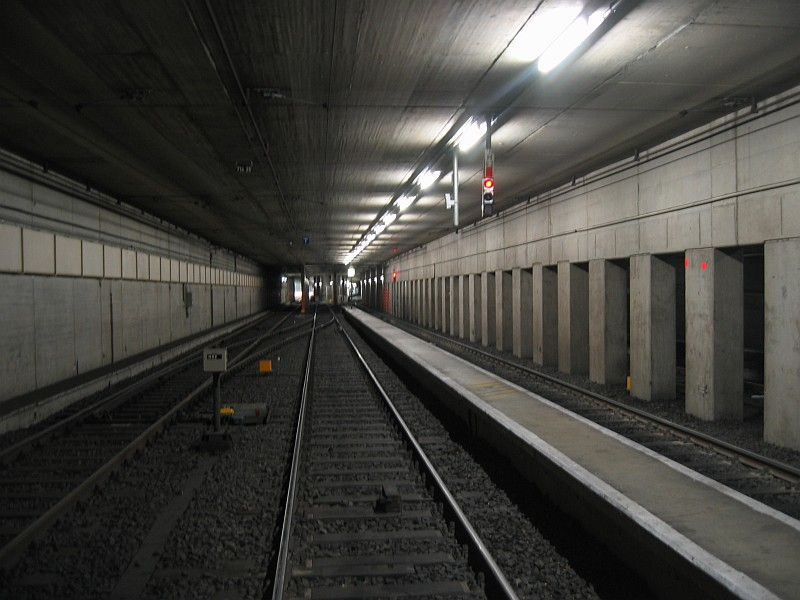
Wendeanlage Seckbacher Landstraße

Alleiniger Betriebshof der B-Strecke war bis 2003 der Betriebshof Eckenheim an der Schwabstraße, der über eine kurze Betriebsstrecke mit der Haltestelle Marbachweg/Sozialzentrum und der früheren Haltestelle Eckenheimer Landstraße/Marbachweg verbunden ist. Während die Züge der U5 somit direkt von ihrem Linienweg aus das Depot erreichen konnten, mussten die Züge der U4 die Strecke über die gesamte Eckenheimer Landstraße als Leerfahrt zurücklegen, den größten Teil davon inmitten des übrigen Straßenverkehrs. Dieser betrieblich aufwendige Zustand hielt bis 2003 an.
Seit der Eröffnung des Betriebshof Ost im Jahr 2003 beherbergt dieser alle Fahrzeuge der Linie U4 sowie den größten Teil des auf der Linie U5 eingesetzten Rollmaterials. Aufgrund der mangelnden Kapazität des neuen Betriebshofes übernachten aber nach wie vor fünf Zwei-Wagen-Züge der U5 im zur Wagenhalle herabgestuften Eckenheimer Depot.
Eine weitere Abstellmöglichkeit existiert in Form der umfangreichen Wendeanlage an der Station Seckbacher Landstraße, die seit dem Fahrplanjahr 2012 aufgrund des erwähnten Platzmangels im Betriebshof Ost wieder für einige Züge der Linie U4 genutzt wird.

## Fahrzeuge

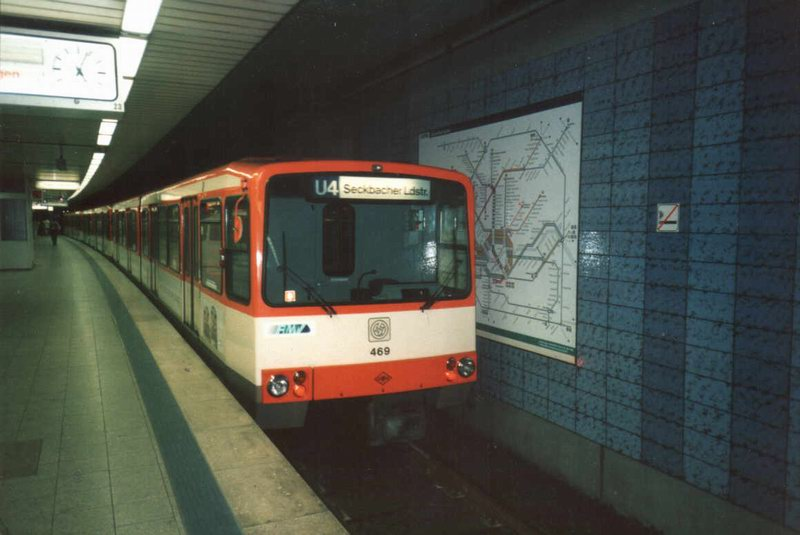
Der auf der B-Strecke eingesetzte Typ U3

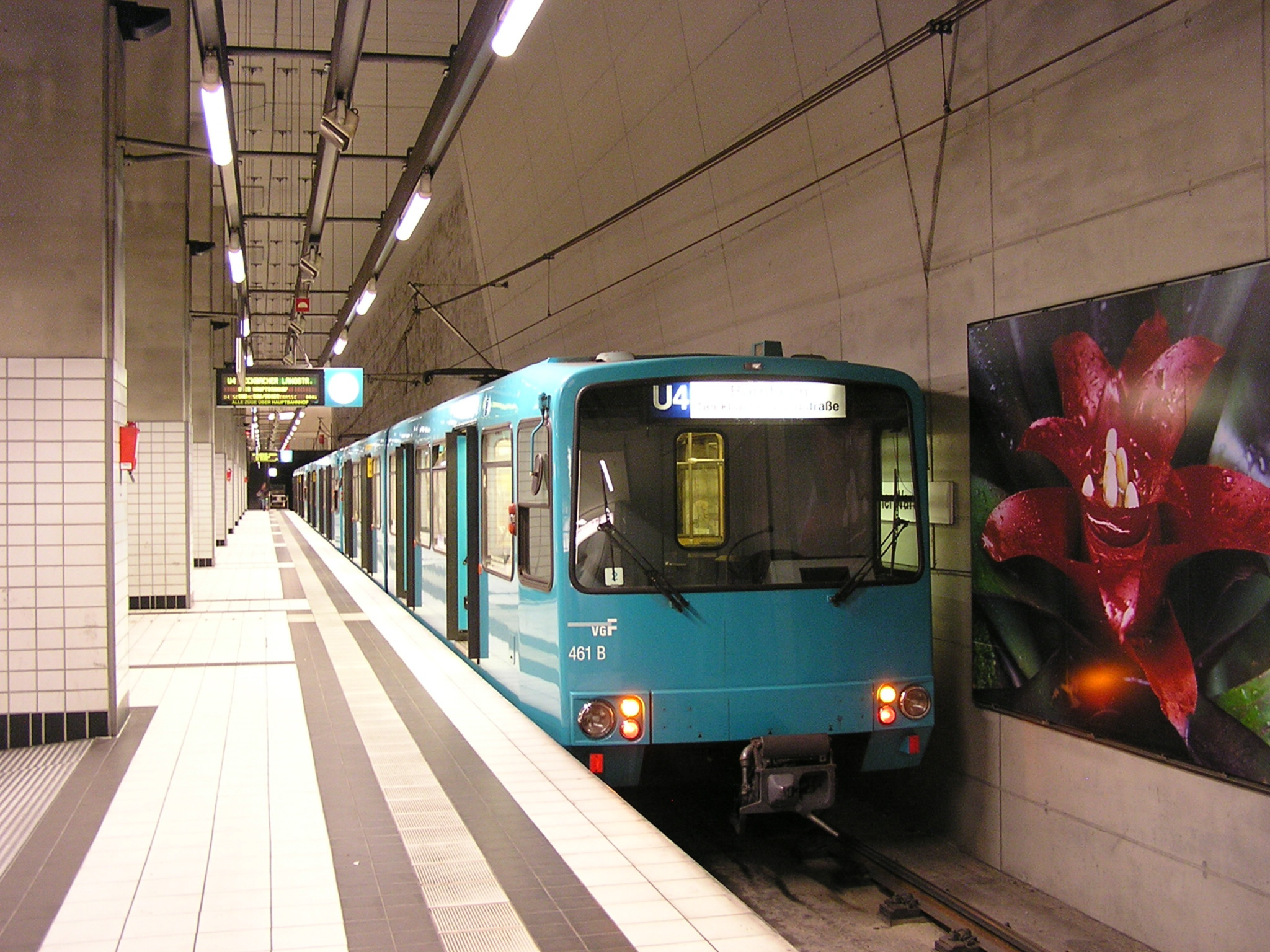
U3-Wagen im U-Bahnhof Bockenheimer Warte

Für den Betrieb auf der B-Strecke wurden ab 1974 die seit 1972 beschafften Stadtbahnwagen des Typs Pt verwendet. Diese verfügten über Klappstufen, so dass auf dem oberirdischen Streckenabschnitt zwischen der Rampe am Scheffeleck und der Endstation Gießener Straße bzw. Preungesheim auf den Bau von Hochbahnsteigen verzichtet werden konnte. Zudem waren die Pt-Wagen mit 2,35 Metern Breite deutlich schmaler als die auf der A-Strecke eingesetzten Stadtbahnwagen des Typs U2, die bestehende Straßenbahnstrecke musste daher nicht für den Einsatz von breiteren Wagen umgebaut werden. Die erforderlichen Investitionen in die oberirdische Anschlussstrecke konnten so minimiert werden, da man plante, mittelfristig den Tunnel bis zur Kreuzung der Eckenheimer Landstraße mit dem Alleenring oder gar bis nach Eckenheim zu verlängern.
Zur Betriebsaufnahme der Tunnelstrecke nach Bornheim wurden 1980 insgesamt 27 Fahrzeuge des Typs U3 beschafft. Diese weisen wie die U2-Wagen eine Breite von 2,65 Metern auf und sind für den ausschließlich unterirdischen Betrieb auf der Linie U4 optimiert. Die gegenüber den Pt-Wagen größere Breite hatte zur Folge, dass auf dem Streckenabschnitt zwischen Konstablerwache und Hauptbahnhof ein gemeinsamer Betrieb von U4 und U5 unmöglich wurde, die U5 endete daher fortan an der Station Konstablerwache, Reisende in Richtung Hauptbahnhof mussten in die U4 umsteigen.
Dieser für die Fahrgäste unbefriedigende Zustand hielt bis 1998 an. Durch die Versetzung der Klappstufen nach außen konnten die auf der U5 eingesetzten Pt-Triebwagen auf 2,58 Meter verbreitert werden (Unterbaureihe Ptb), was seitdem einen gemeinsamen Einsatz beider Fahrzeugtypen ermöglicht. Fortan kamen auf der Linie U5 ausschließlich Ptb-Wagen zum Einsatz, die maximal in Doppeltraktion verkehren konnten. Die Linie U4 wurde ursprünglich ausschließlich mit Stadtbahnwagen des Typs U3 betrieben, in der Hauptverkehrszeit kamen ab Eröffnung der U-Bahn-Strecke D 2001 auch Ptb-Dreifachtraktionen zum Einsatz. Seit der Verlängerung der Linie nach Enkheim Ende 2008 verkehren dort auch U2e-Wagen, da der Bestand an U3-Wagen für die verlängerte Streckenführung nicht mehr ausreicht. Beide Typen können je nach Bedarf in Doppel- bis Vierfachtraktion eingesetzt werden.
Die Linie U5 wird seit dem Ausbau des Streckenabschnitts zwischen Konstablerwache und Preungesheim als Stadtbahnstrecke mit reinen Hochflurfahrzeugen betrieben, die die Ptb-Wagen ablösten. Daher verkehren seit Oktober 2016 im Regelbetrieb ausschließlich U5-Wagen auf der B-Strecke. Sobald auch alle U3-Triebwagen durch U5-Triebwagen ersetzt wurden, sollen ab 2017 auch diese Wagen ausgemustert werden, die dann 37 Jahre alt sein werden.

## Fahrplan
Der Fahrplan wird nicht von der Betreiberin VGF, sondern von der lokalen Nahverkehrsgesellschaft traffiQ gestaltet.
| Linie        | Hauptverkehrszeit | Nebenverkehrszeit                              | Schwachverkehrszeit                            |
| ------------ | --- | ---------------------------------------------- | ---------------------------------------------- |
| S4           | 5 Min (12/h), jeder 3. Zug weiter bis Enkheim | 7–8 Min (8/h), jeder 2. Zug weiter bis Enkheim | 10–20 Min (3–6/h), alle 20 Minuten bis Enkheim |
|              | Samstags im 7- bis 8-Min-Takt, danach bis 23 Uhr und sonntags im 10-Min-Takt, in den hessischen Sommerferien auch in der Hauptverkehrszeit nur im 7- bis 8-Min-Takt |                                                |                                                |
| S5           | 5 Min (12/h) | 7–8 Min (8/h)                                  | 10–20 Min (3–6/h)                              |
|              | Samstags im 7- bis 8-Min-Takt bis 19 Uhr, sonntags alle 10 Minuten, in den hessischen Sommerferien auch in der Hauptverkehrszeit nur im 7- bis 8-Min-Takt           |                                                |                                                |
| (B) – Gesamt | 2–3 Min (24/h) | 3–4 Min (16/h)                                 | 5–10 Min (6–12/h)                              |
|              | Auf der Grundstrecke zwischen Konstablerwache und Hauptbahnhof wird durch die Bündelung der zwei Linien eine sehr dichte Taktfolge erzielt.                         |                                                |                                                |